# Rohanská hrobka
Rohanská hrobka neboli hrobka Rohanů je pohřebiště původně francouzského šlechtického rodu Rohanů na východní straně kostela Nejsvětější Trojice v Loukově u Mnichova Hradiště v údolí řeky Jizery v okrese Mladá Boleslav. V roce 1824 ji na místě vyklizené schlikovské hrobky pod presbytářem nechal zřídit Karel Alan Gabriel z Rohan-Guémené. Po jeho smrti byla k hrobce přistavěna novogotická pohřební kaple a později byla hrobka ještě rozšířena. Je v majetku římskokatolické církve, přičemž ji spravuje farnost Loukov. Je památkově chráněná a zpřístupněná bývá jen výjimečně.

## Historie

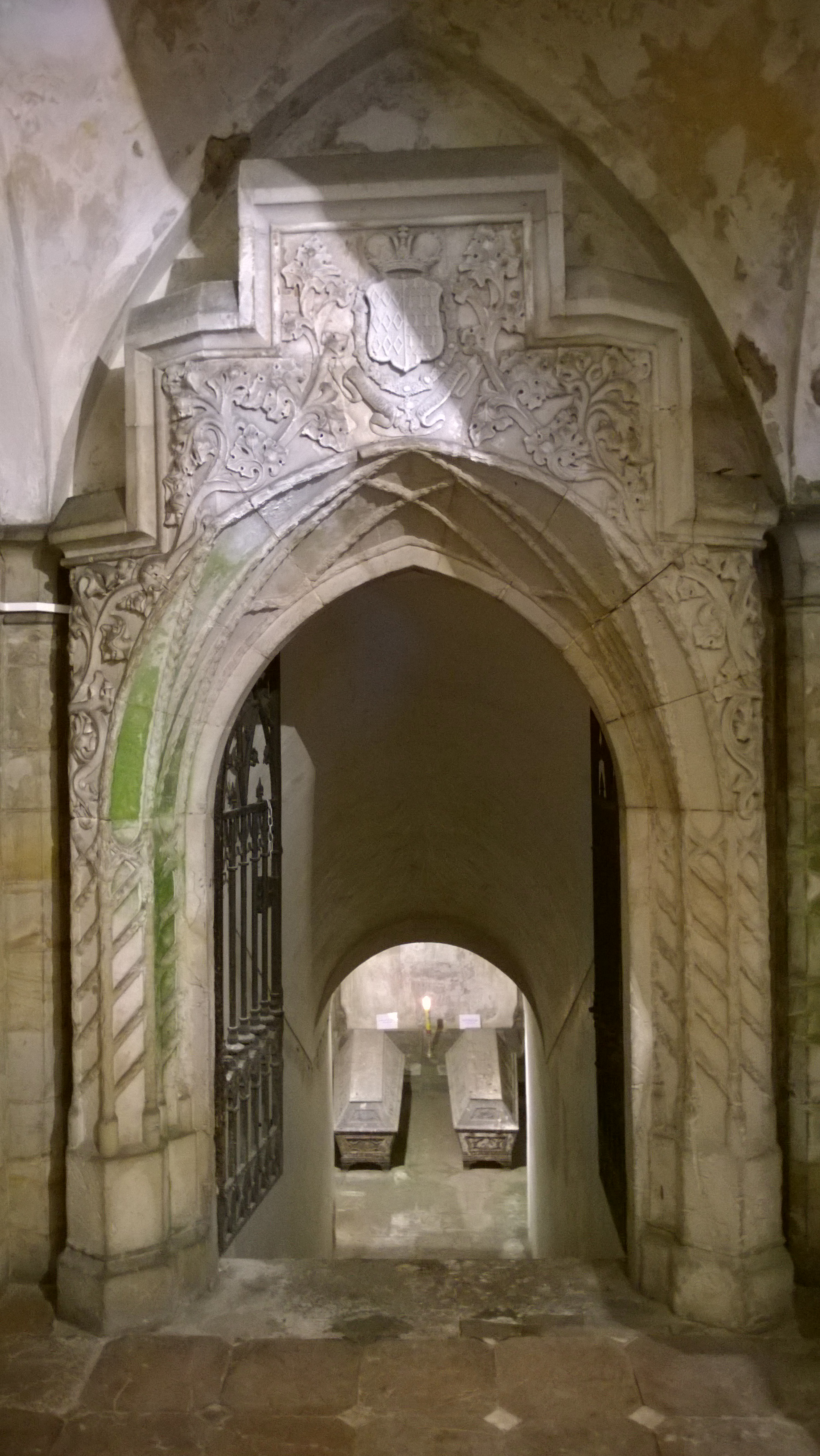
Portál vedoucí do Nové hrobky

Rohanové, kteří mají svůj původ v Bretani, utekli do zahraničí během Velké francouzské revoluce. V roce 1820 koupil Karel Alan Gabriel z Rohan-Guémené (1764–1836) od Františka Adama z Waldstein-Wartenbergu (1759–1823) panství Svijany se zámkem Sychrov a Loukovem.
Pozdně goticko-renesanční kostel Nejsvětější Trojice v Loukově byl postaven v letech 1610–1612 na místě středověkého kostela, který se připomíná už ve 14. století. Jáchym Ondřej Schlik (1569–1621), který byl jako jeden z 27 protestantských předáků popraven na Staroměstském náměstí, nechal pod hlavním oltářem zbudovat rodinnou hrobku.
Karel Alan Rohan ji nechal v roce 1824 vyklidit a vstup z kostela zazdít. Od východu byla přistavěna nová rodinná hrobka s vlastním vchodem. Po Karlově smrti nechala jeho dcera Berta k hrobce východním směrem dostavět novogotickou pohřební kapli. Stavba probíhala mezi lety 1836–1840. Údržba hrobky měla být financována z nadačního fondu, který byl pro tento účel založen na Sychrově 10. srpna 1840. Hrobka byla později rozšiřována. Za Kamila Rohana byla vybudována Nová (boční) hrobka. Naposledy byla hrobka upravena v roce 1908 za knížete Alana z Rohan-Guémené-Rochefortu. V druhé polovině 20. století byla několikrát vykradena.

## Architektura

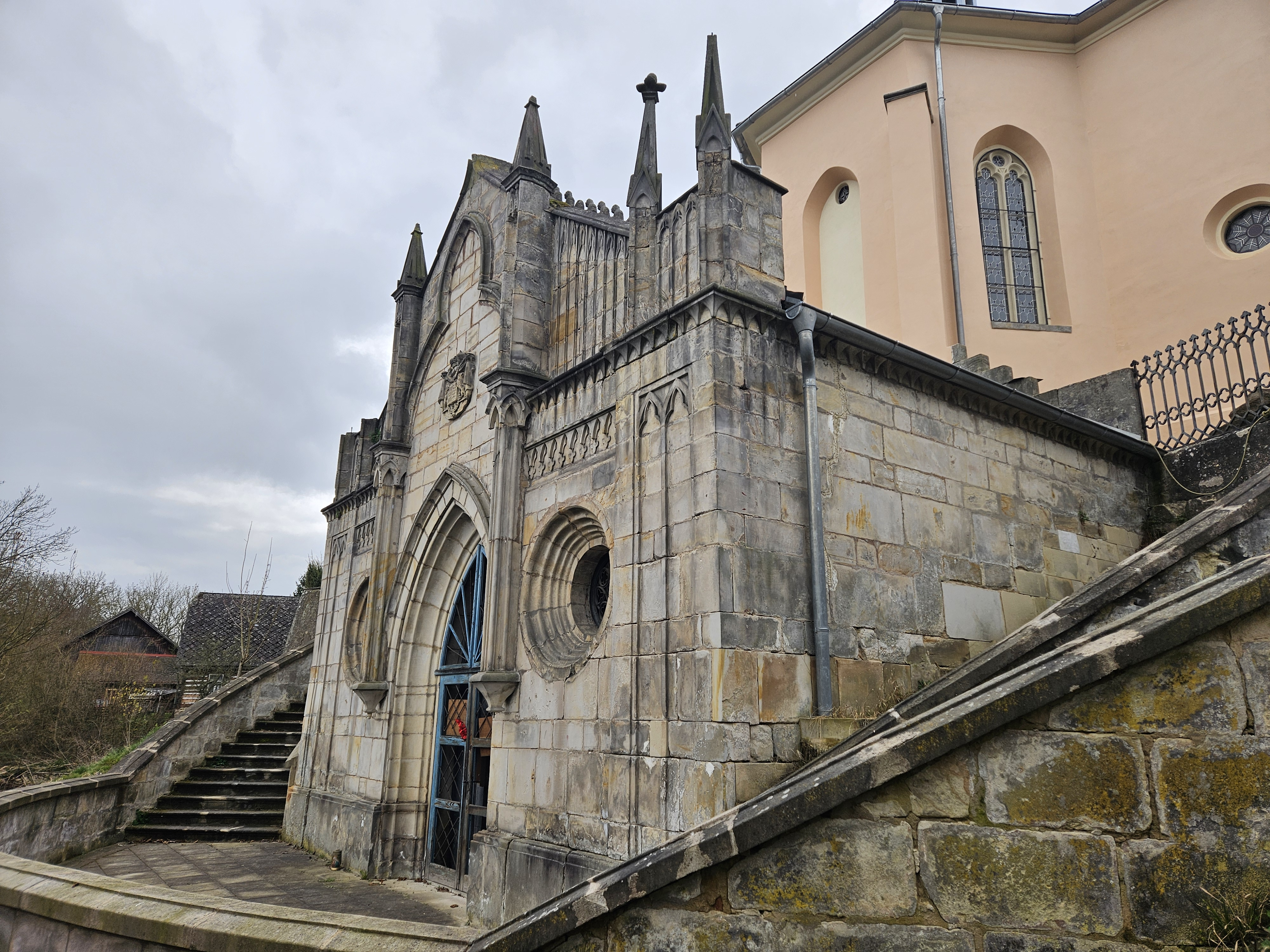
Pohled od severovýchodu

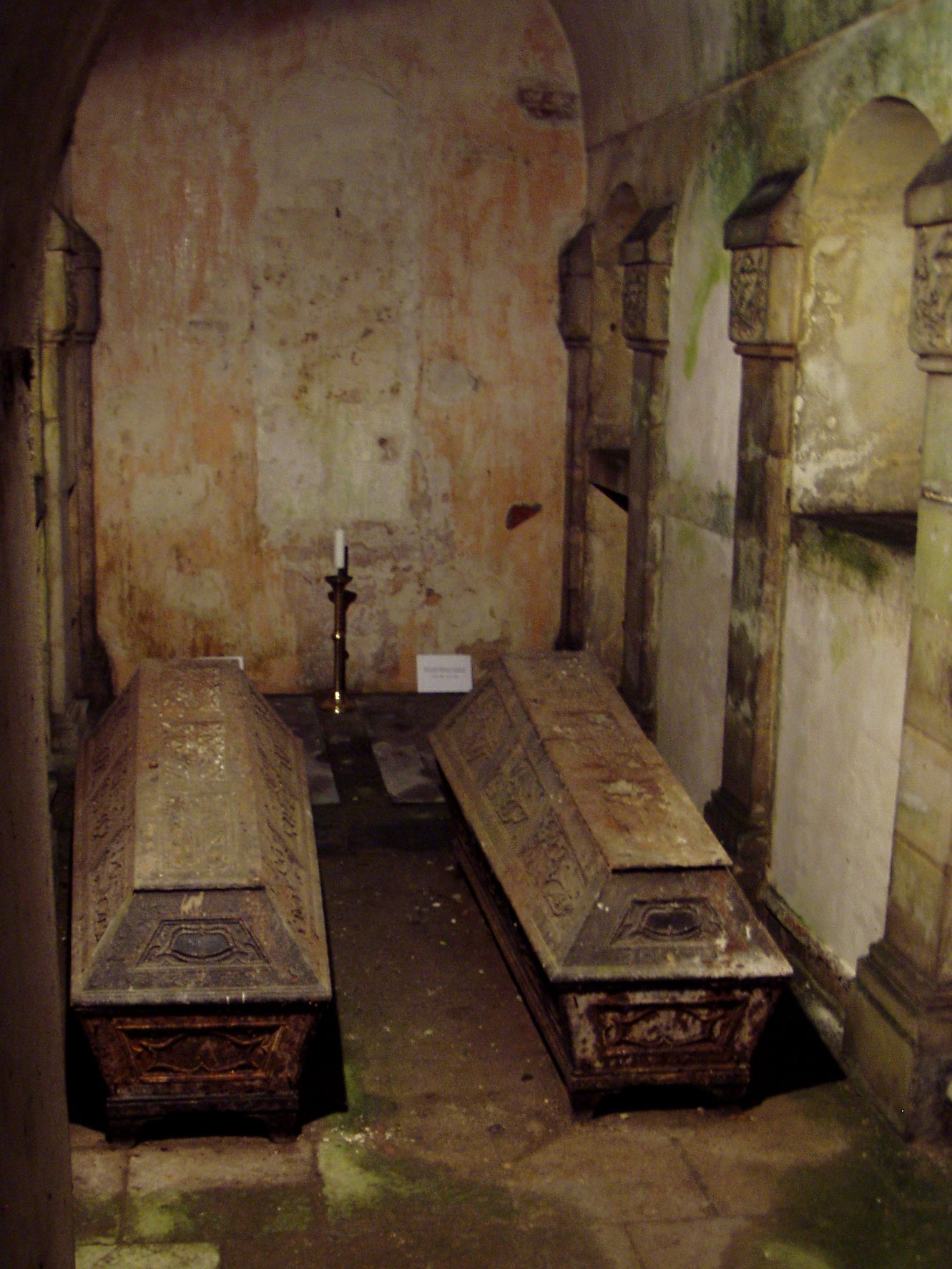
Tzv. Nová hrobka

Před průčelím kaple se ve strmém svahu nachází terasa, na kterou se schází od hřbitova skrz pilířové brány po točitém schodišti po obou stranách kněžiště kostela. Schodiště a terasa jsou postaveny na půdorysu půlkruhu.
Novogotická pohřební kaple s hrobkou je postavena z tesaných pískovcových kvádrů. Má podélný severojižní půdorys. Střecha je sedlová. Trojosé východní průčelí je uprostřed zvýrazněno trojhranným štítem, na jehož vrcholu býval kamenný kříž. Středu štítu dominuje oblouk ve tvaru velké jeptišky, dolní část střední osy tvoří hrotitý portál, nad kterým je osazen erb Rohanů. Po obou stranách portálu je kruhové okno. Průčelí je rozčleněno šesti příporami, které jsou nad štítem zakončeny fiálami. Štít a fasádu průčelí nad okny zdobí panelování s historizující ornamentikou.

## Interiér

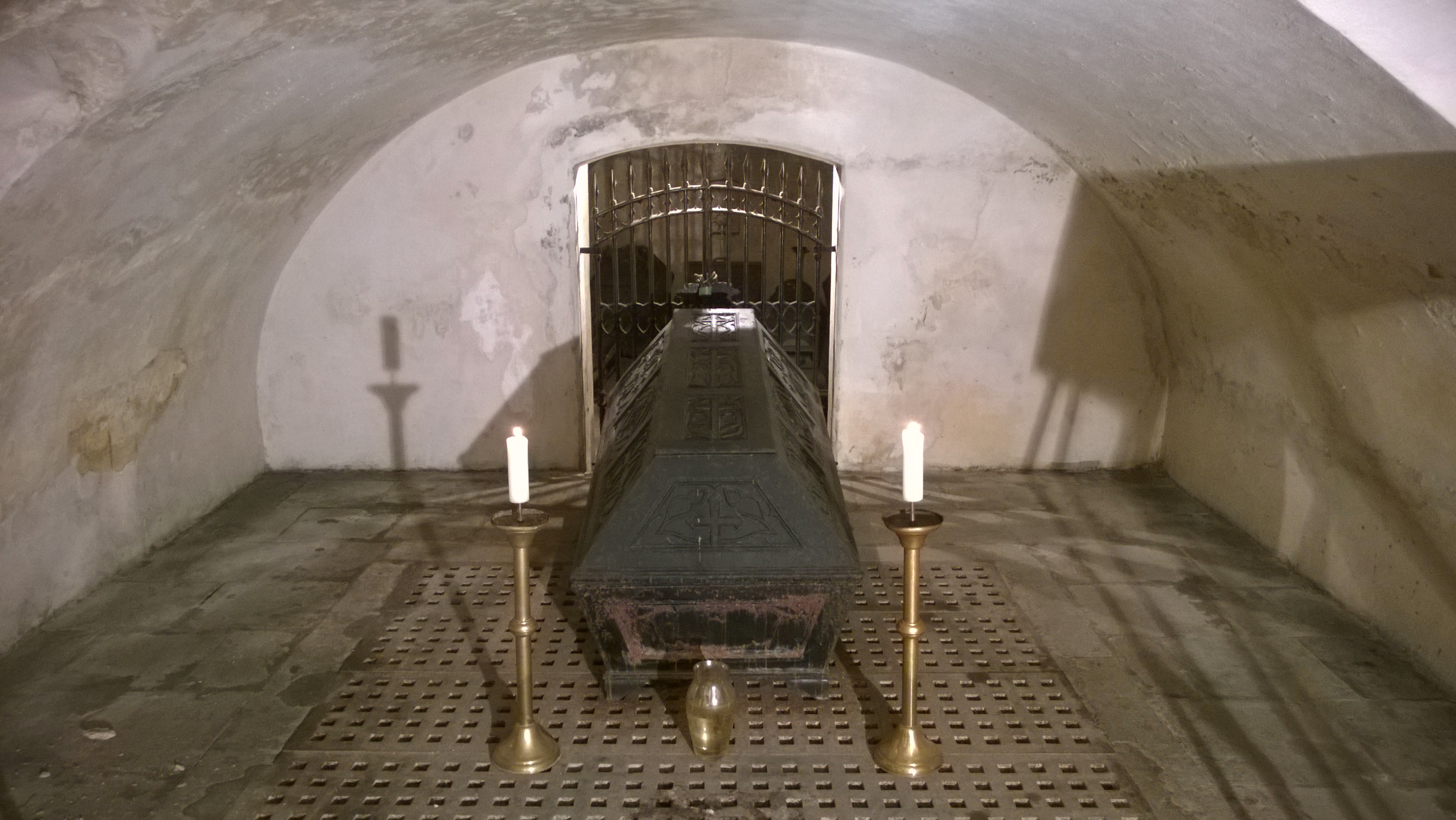
Střední místnost

Pohřební kaple je sklenuta šesti poli plackové klenby na pásech, které uprostřed podpírají dva pilíře. V kapli po levé straně visí na stěně krucifix, naproti je v nice umístěna socha Panny Marie. Z novější doby pochází nápisová deska věnovaná památce posledního majitele Sychrova Alaina Rohana (1893–1976), jeho dcery, sester a bratra (francouzský text je uveden v rámečku vpravo).
| PRIONS POUR ALAIN PRINCE DE ROHAN NÉ À SYCHROV LE 26. 7. 1893 MORT À VIENNE LE 2. 9. 1976 SA FILLE ALIETTE DE ROHAN NÉE À SYCHROV LE 29. 7. 1930 MORT À PARIS LE 1. 2. 1968 SES SOEURS BERTHA HERZOGENBERG NÉE À PRAGUE LE 5. 1. 1889 MORT À BERGEN LE 9. 8. 1977 JOHANNA COLLOREDO MANNSFELD NÉE À SYCHROV LE 16. 7. 1890 MORT À VIENNE LE 15. 3. 1961 MARIE DE ROHAN NÉE À SYCHROV LE 26. 7. 1893 MORT À VIENNE LE 20. 11. 1966 SON FRÉRE KAREL ANTON DE ROHAN NÉ À ALBRECHTSBERG LE 9. 1. 1898 MORT À SALZBURG LE 17. 3. 1975 |
| |

Z kaple se směrem na západ vstupuje do staré hrobky zahloubené pod presbytářem. Nacházejí se tam dvě místnosti. V první místnosti s valenou klenbou o 5 výsečích, která má rozměry 5,1 na 4,6 metru, stojí jedna rakev na roštu. Na ni za mřížovou brankou navazuje další hrobní komora o rozměrech 5 na 4,1 metru, kde se nachází více než rakví. Před rakvemi je bílá mramorová deska s výčtem prvních pohřbených (Louisa Aglaja, Jindřich, Karel Alan, Berta, Viktor, Ludvík, Marie Louisa Josefina, Gasparina).
Severním směrem se z kaple pískovcovým portálem, který zdobí větve a rozviliny nesoucí štít s erbem, vstupuje po schodech do Nové (pravé nebo boční) hrobky. Má tvar obdélné síně, která je osvětlená shora. K ní kolmo přiléhají kobky pro samotné rakve (čtyři kóje po dvou řadách, celkem tedy 16 míst). Vzadu jsou pod podlahou krytou bronzovými náhrobním deskami pohřbeni Kamil z Rohan-Guémené-Rochefortu a jeho manželka Adléta. Její deska je z pražské dílny Otta Sandtnera a má tvar gotického portálu, v jehož tympanonu je motiv beránka. Na deskách jsou následující nápisy:
| Kamil Rohan | Adléta |
| --- | --- |
| na okraji: | |
| Mater tenens ius – coelorum servum Tuum respice – O succursus Tu cunctorum | Mater tenens ius – coelorum servum Tuum respice – O succursus Tu cunctorum |
| uprostřed: | |
| non intrabunt in civitatem sanctam Jerusalem nisi qui scripti sunt in libro vitae. Agni. Hic quescit Serenissimus Dominus CAMILLUS PRINCEPS DE ROHAN Duc de MONTBAZON ET BOUILLON PRINCEPS DE GUÉMENÉE DE ROCHEFORT ET DE MONTAUBAN Ordinis austriaci aurei velleris eques Comitiorum nobilium Austriae membrum haereditarium natus XIX Decembris MDCCC obiit XIII Septembris MDCCCXCII. Requiescat in pace. | non intrabunt in civitatem sanctam Jerusalem nisi qui scripti sunt in libro vitae. Agni. Hic quescit Serenissima Domina ADELA PRINCIPISSA DE ROHAN Ducissa de MONTBAZON ET BOUILLON PRINCIPISSA DE GUÉMENÉE DE ROCHEFORT ET DE MONTAUBAN NATA PRINCIPISSA DE LÖWENSTEIN WERTHEIM ROCHEFORT nata XIX Decembris MDCCCVI obiit XIV Novembris MDCCCLXXXIV. Requiescat in pace. |

V přední části jsou na podlaze vystaveny dvě rakve. Hrobka je odvětrávána třemi otvory v síle ohradní zdi a čtyřmi průduchy severně od schodiště.

## Seznam pohřbených

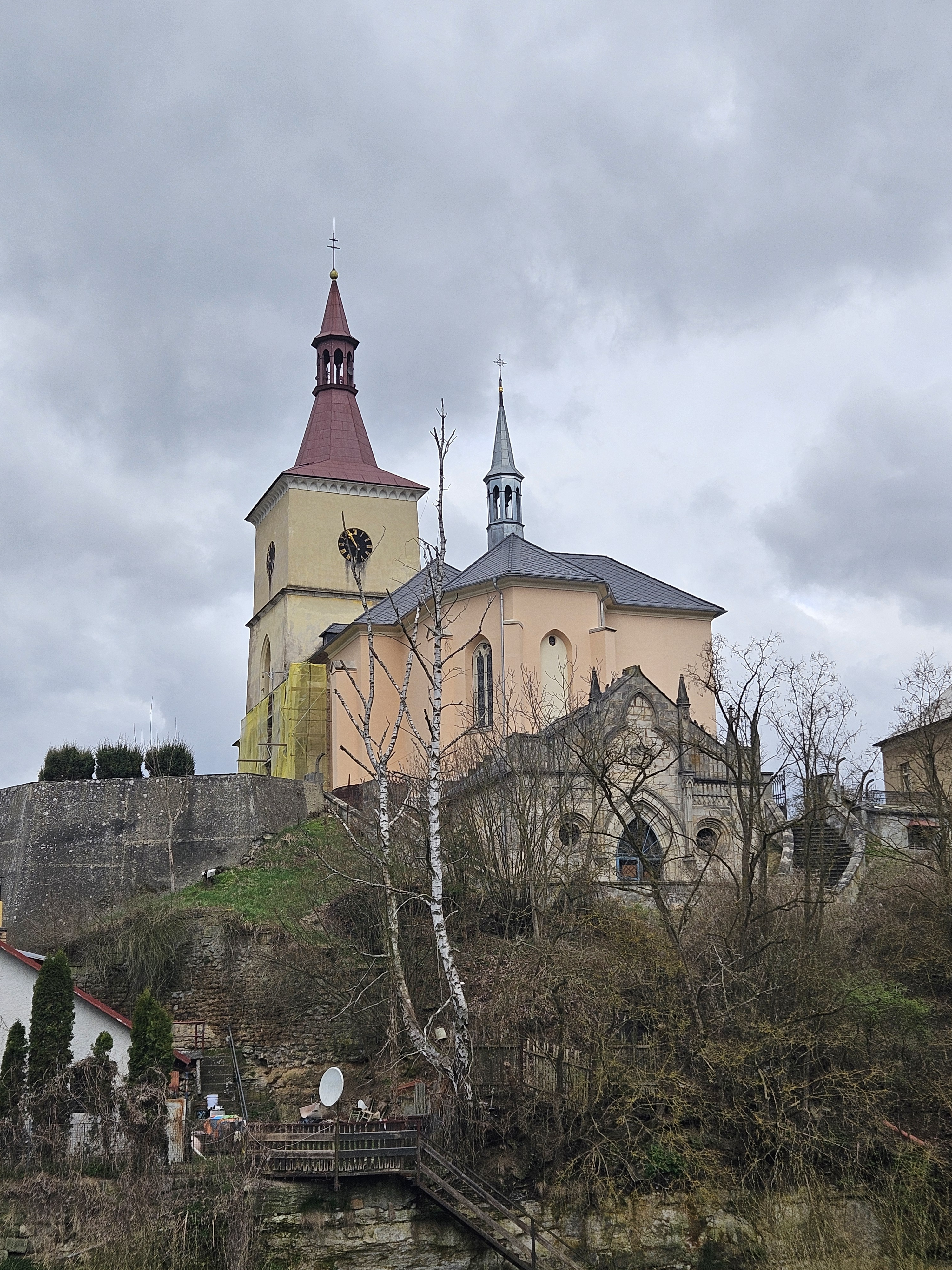
Rohanská hrobka na východní straně kostela

V hrobce bylo pohřbeno 41 rodinných příslušníků. Publikace Rohanové. Raději zemřít nežli se poddat explicitně uvádí výčet 19 osob a jednu neoznačenou rakev. Od počátku 19. století, kdy byl Rohanům uznán knížecí titul, do roku 1945 žilo v Čechách šest knížat a hlav rodu.
- 1808–1809 Jindřich Ludvík Rohan (1745–1809)
- 1809–1836 Karel Alan Rohan (1764–1836)
- 1836–1846 Ludvík Viktor Rohan (1766–1846)
- 1846–1892 Kamil Rohan (1800–1892)
- 1892–1914 Alan Benjamin Rohan (1853–1914)
- 1914–1918/1945/1976 Alain Rohan (1893–1976)[pozn. 2]

Až na posledního, který byl z Československa v roce 1945 odsunut, byli všichni pohřbeni v Loukově. Zámek Sychrov vlastnili Rohanové 125 let (1820–1945). Poslední soukromý majitel sychrovského statku Alain Rohan byl v roce 1976 pohřben na hřbitově ve Vídni-Hietzingu, stejně jako jeho manželka Margarethe, roz. z Schönburg-Hartensteinu (1897–1980), jejich zavražděná dcera Aliette (1930–1968) a Alainova sestra (dvojče) Marie (1893–1966). Druhorozená Alainova dcera Marguerite, provd. Kottulinsky (1923–2012) byla pohřbena na hřbtitově v Attersee v Rakousku. Třetí Alainova dcera Mabile, provd. Belcredi (1924–1982) byla pochována na hřbitově v Allandu v Dolních Rakousích.

### Chronologicky podle data úmrtí (výběr)

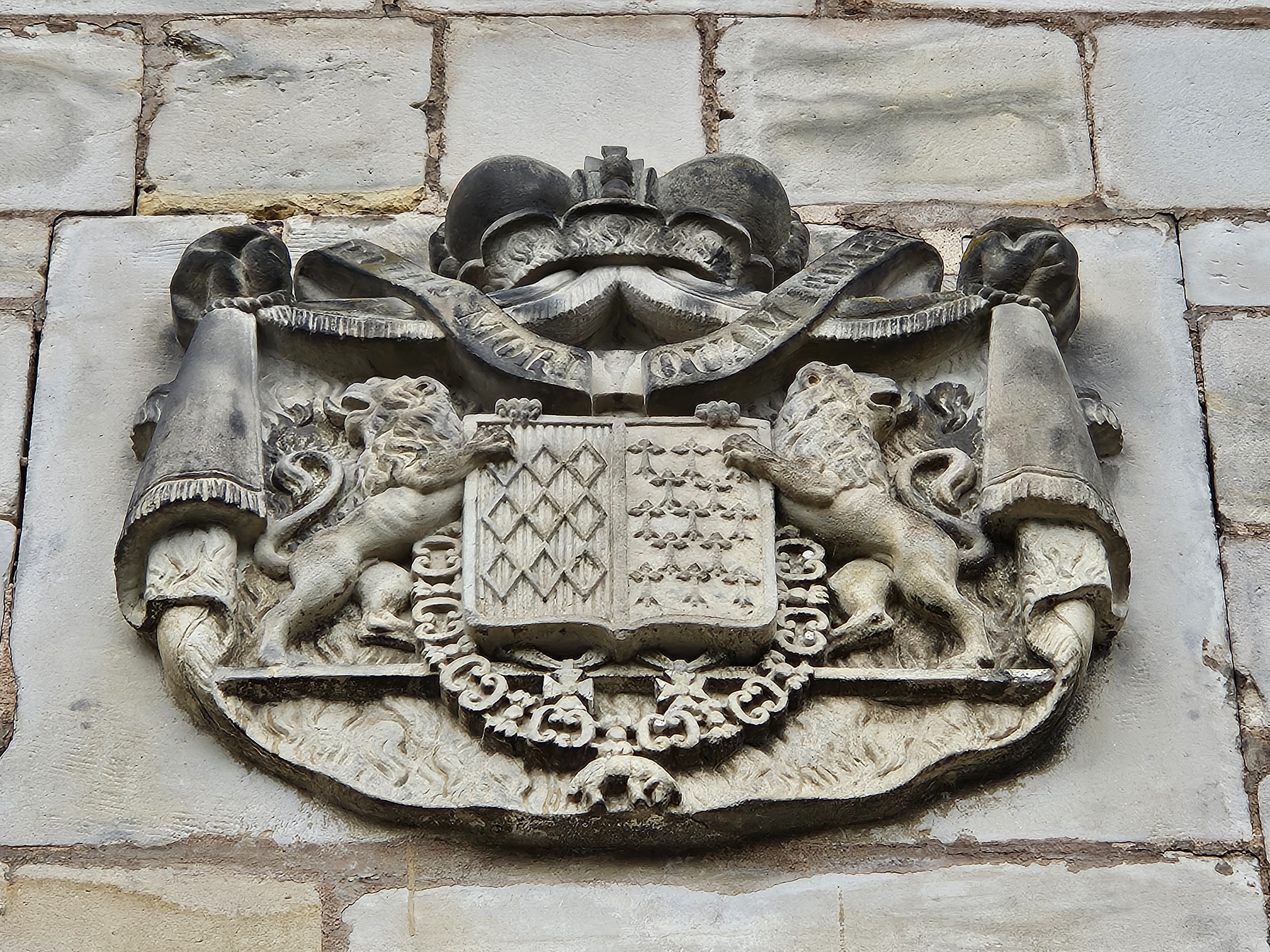
Erb Rohanů nad vchodem

V tabulce jsou uvedeny základní informace o pohřbených. Fialově jsou vyznačeni příslušníci všech větví rodu Rohanů, žlutě jsou vyznačeny přivdané manželky, pokud zde byly pohřbeny. Červeně jsou zvýrazněna knížata. Generace jsou počítány od prapředka Rohanů Guéthénoka z Porhoët († 1046). Jeho pravnuk Alain I. († 1128/1147) se psal z Rohanu. V roce 1536 byl rod povýšen do hraběcího stavu s predikátem z Montbazonu, v roce 1588 jim byl udělen vévodský titul se stejným predikátem. U manželek z jiných rodů je generace v závorce a týká se generace manžela. Na rozdíl od obdobných článků jsou v  závorce navíc uvedena jména ve francouzštině nebo němčině, protože se opakovaně objevují v historických pramenech i v nové literatuře. 
V přehledu je uvedena forma kníže z Guémené, která se odvozuje od obce Guémené-sur-Scorff a kterou uvádí i publikace Rohanové. Raději zemřít nežli se poddat. Nebeský uvádí Guéméné. Mašek preferuje tvar Guémenée, který se objevuje také na náhrobní desce knížete Kamila a jeho ženy Adléty a kterého se drží i Almanach českých šlechtických rodů. Nápisy na rakvích obsahují formu Guemenée.
| Po-řa-dí | Gene-race | Jméno pohřbeného                                                                 | Datum a místo narození             | Otec                                                                                                 | Datum a místo sňatku, choť | Pohřeb a uložení do hrobky | Poznámky |
| Po-řa-dí | Gene-race | Jméno pohřbeného                                                                 | Datum a místo úmrtí                | Matka                                                                                                | Datum a místo sňatku, choť | Pohřeb a uložení do hrobky | Poznámky |
| -------- | --------- | -------------------------------------------------------------------------------- | ---------------------------------- | --- | --- | --- | --- |
| 1.       | 26.       | Jindřich Ludvík Maria (Henri-Louis-Marie) z Rohan-Guémené                        | 30. 8. 1745 Paříž                  | Julius Herkules (Jules-Hercule-Mériadec) z Rohan-Guémené 25. 3. 1726 Paříž – 10. 12. 1800 Bouillon   | 1761: Viktorie (Victoire-Armande-Joséphe) z Rohan-Soubise 28. 12. 1743 – 20. 9. 1807 Paříž                                                   | | Kníže z Rohanu, 8. vévoda z Montbazonu, 9. kníže z Guémené |
| 1.       | 26.       | Jindřich Ludvík Maria (Henri-Louis-Marie) z Rohan-Guémené                        | 24. 4. 1809 Praha                  | Marie Louise de La Tour d'Auvergne 15. 8. 1725 – 1793 popravena gilotinou                            | 1761: Viktorie (Victoire-Armande-Joséphe) z Rohan-Soubise 28. 12. 1743 – 20. 9. 1807 Paříž                                                   | | Kníže z Rohanu, 8. vévoda z Montbazonu, 9. kníže z Guémené |
| 2.       | (27.)     | Luisa Aglaja (Louise-Aglae) z Conflans d'Armentieres                             | 12. 11. 1763                       | | 29. 5. 1781 Paříž: Karel Alan (Charles-Alain-Gabriel) z Rohan-Guémené (č. 4)                                                                 | | Narodila se jí jedna dcera: - Berta (1782–1841; č. 6) |
| 2.       | (27.)     | Luisa Aglaja (Louise-Aglae) z Conflans d'Armentieres                             | 6. 5. 1819 Sychrov                 | | 29. 5. 1781 Paříž: Karel Alan (Charles-Alain-Gabriel) z Rohan-Guémené (č. 4)                                                                 | | Narodila se jí jedna dcera: - Berta (1782–1841; č. 6) |
| 3.       | 27.       | Julius Armand Ludvík (Jules-Armand-Louis) z Rohan-Guémené, zvaný "princ Louis"   | 20. 10. 1768 Versailles            | Jindřich Ludvík Maria (Henri-Louis-Marie) z Rohan-Guémené (č. 1)                                     | 23. 6. 1800 Zaháň (rozvedeni 1805): Kateřina Vilemína Zaháňská (Bironová z Kuronska) 8. 2. 1781 Mitava, zámek Jelgava – 29. 11. 1839 Vídeň   | Pohřben 18. 1. 1836 v kryptě za přítomnosti 42 kněží. | Generálmajor (1800). V roce 1806 koupil panství Řepín na Mělnicku jako první české panství koupené Rohany. Se sestrou své ženy Marií Luisou Paulinou z Bironu (1782–1845) měl nemanželskou dceru Marii Wilson von Steinach (1805–1893). Adoptoval své synovce Kamila (č. 23) a Benjamina (č. 7). Zemřel ve věku 67 let. |
| 3.       | 27.       | Julius Armand Ludvík (Jules-Armand-Louis) z Rohan-Guémené, zvaný "princ Louis"   | 13. 1. 1836 Sychrov                | Viktorie (Victoire) z Rohan-Soubise 28. 12. 1743 – 20. 9. 1807 Paříž                                 | 23. 6. 1800 Zaháň (rozvedeni 1805): Kateřina Vilemína Zaháňská (Bironová z Kuronska) 8. 2. 1781 Mitava, zámek Jelgava – 29. 11. 1839 Vídeň   | Pohřben 18. 1. 1836 v kryptě za přítomnosti 42 kněží. | Generálmajor (1800). V roce 1806 koupil panství Řepín na Mělnicku jako první české panství koupené Rohany. Se sestrou své ženy Marií Luisou Paulinou z Bironu (1782–1845) měl nemanželskou dceru Marii Wilson von Steinach (1805–1893). Adoptoval své synovce Kamila (č. 23) a Benjamina (č. 7). Zemřel ve věku 67 let. |
| 4.       | 27.       | Karel Alan Gabriel (Charles-Alain-Gabriel) z Rohan-Guémené                       | 18. 1. 1764 Versailles             | Jindřich Ludvík Maria (Henri-Louis-Marie) z Rohan-Guémené (č. 1)                                     | 29. 5. 1781 Paříž: Luisa Aglaja (Louise-Aglae) z Conflans d'Armentieres (č. 2)                                                               | Pohřben 28. 4. 1836 za přítomnosti 56 duchovních. | Kníže z Rohanu, 9. vévoda Montbazonu, vévoda z Bouillonu (od 1815/1816), 10. kníže z Guémené. Rytíř Řádu zlatého rouna (1823), nositel Řádu Marie Terezie, rytíř Řádu sv. Ludvíka. V roce 1808 získal rakouský inkolát a byl mu udělen český knížecí stav. V roce 1808 koupil statek Velké Všelisy, v roce 1809 Skalsko. V roce 1820 koupil panství Svijany se statky Sychrov, Loukovec, Albrechtice a Kurovodice. Přestavěl zámek Sychrov ve stylu pozdního klasicismu (1824–1835). Zemřel ve věku 72 let na ochrnutí plic.                                                         |
| 4.       | 27.       | Karel Alan Gabriel (Charles-Alain-Gabriel) z Rohan-Guémené                       | 24. 4. 1836 Sychrov                | Viktorie (Victoire) z Rohan-Soubise 28. 12. 1743 – 20. 9. 1807 Paříž                                 | 29. 5. 1781 Paříž: Luisa Aglaja (Louise-Aglae) z Conflans d'Armentieres (č. 2)                                                               | Pohřben 28. 4. 1836 za přítomnosti 56 duchovních. | Kníže z Rohanu, 9. vévoda Montbazonu, vévoda z Bouillonu (od 1815/1816), 10. kníže z Guémené. Rytíř Řádu zlatého rouna (1823), nositel Řádu Marie Terezie, rytíř Řádu sv. Ludvíka. V roce 1808 získal rakouský inkolát a byl mu udělen český knížecí stav. V roce 1808 koupil statek Velké Všelisy, v roce 1809 Skalsko. V roce 1820 koupil panství Svijany se statky Sychrov, Loukovec, Albrechtice a Kurovodice. Přestavěl zámek Sychrov ve stylu pozdního klasicismu (1824–1835). Zemřel ve věku 72 let na ochrnutí plic.                                                         |
| 5.       | 27.       | Marie Luisa Josefína (Marie-Louise-Joséphine) z Rohan-Guémené                    | 13. 4. 1765 Paříž                  | Jindřich Ludvík Maria (Henri-Louis-Marie) z Rohan-Guémené (č. 1)                                     | 12. 7. 1780 Paříž: Karel Ludvík Kašpar (Charles-Louis-Gaspard) z Rohan-Rochefortu 1. 11. 1765 – 7. 3. 1843                                   | | Narodily se jí následující děti: - 1. Kamil (1800–1892; č. 23) - 2. Benjamin (1804–1846; č. 7) - 3. Hermine Aline Dorothée, provd. Froment de Castille (1785–1843) - 4. Armande Louise, provd. Pierre de Bernis (1787–1864) - 5. Gasparine, provd. Reuss-Greiz (1798–1817) |
| 5.       | 27.       | Marie Luisa Josefína (Marie-Louise-Joséphine) z Rohan-Guémené                    | 21. 9. 1839                        | Viktorie (Victoire) z Rohan-Soubise 28. 12. 1743 – 20. 9. 1807 Paříž                                 | 12. 7. 1780 Paříž: Karel Ludvík Kašpar (Charles-Louis-Gaspard) z Rohan-Rochefortu 1. 11. 1765 – 7. 3. 1843                                   | | Narodily se jí následující děti: - 1. Kamil (1800–1892; č. 23) - 2. Benjamin (1804–1846; č. 7) - 3. Hermine Aline Dorothée, provd. Froment de Castille (1785–1843) - 4. Armande Louise, provd. Pierre de Bernis (1787–1864) - 5. Gasparine, provd. Reuss-Greiz (1798–1817) |
| 6.       | 28.       | Berta (Berthe) z Rohan-Guémené                                                   | 4. 5. 1782                         | Karel Alan (Charles-Alain-Gabriel) z Rohan-Guémené (č. 4)                                            | 23. 7. 1800: Ludvík Viktor (Louis-Victor-Mériadec) z Rohan-Guémené (č. 8)                                                                    | Pohřbena v knížecí kryptě 26. 2. 1841 za účasti pěti tisíc lidí.                                                                                             | Provdala se za svého strýce. Její dítě zemřelo krátce po porodu. Nechala rozšířit rodinnou hrobku. Zemřela ve věku 58 let na souchotiny. |
| 6.       | 28.       | Berta (Berthe) z Rohan-Guémené                                                   | 22. 2. 1841 Sychrov                | Luisa Aglaja (Louise-Aglae) z Conflans d'Armentieres (č. 2)                                          | 23. 7. 1800: Ludvík Viktor (Louis-Victor-Mériadec) z Rohan-Guémené (č. 8)                                                                    | Pohřbena v knížecí kryptě 26. 2. 1841 za účasti pěti tisíc lidí.                                                                                             | Provdala se za svého strýce. Její dítě zemřelo krátce po porodu. Nechala rozšířit rodinnou hrobku. Zemřela ve věku 58 let na souchotiny. |
| 7.       | 27.       | Benjamin Armand Julius (Benjamin Armand Jules) z Rohan-Guémené-Rochefortu        | 13. 6. 1804 Brusel                 | Karel Ludvík Kašpar z Rohan-Rochefortu 1. 11. 1765 – 7. 3. 1843                                      | 3. 10. 1825 Dülmen: Štěpánka (Stephanie) z Croy-Dülmenu (č. 15)                                                                              | Pohřben 9. 8. 1846 v knížecí kryptě v přítomnosti 54 duchovních.                                                                                             | Adoptován strýcem Juliem Armandem Ludvíkem z Rohan-Guémené, zv. princem Louisem (č. 3). Zemřel ve věku 42 let poté, co byl raněn mrtvicí při koupání na pražské plovárně. |
| 7.       | 27.       | Benjamin Armand Julius (Benjamin Armand Jules) z Rohan-Guémené-Rochefortu        | 5. 8. 1846 Praha                   | Marie Louisa z Rohan-Guémené 13. 4. 1765 Paříž – 21. 9. 1839                                         | 3. 10. 1825 Dülmen: Štěpánka (Stephanie) z Croy-Dülmenu (č. 15)                                                                              | Pohřben 9. 8. 1846 v knížecí kryptě v přítomnosti 54 duchovních.                                                                                             | Adoptován strýcem Juliem Armandem Ludvíkem z Rohan-Guémené, zv. princem Louisem (č. 3). Zemřel ve věku 42 let poté, co byl raněn mrtvicí při koupání na pražské plovárně. |
| 8.       | 27.       | Ludvík Viktor (Louis-Victor-Mériadec) z Rohan-Guémené                            | 20. 7. 1766 Paříž                  | Jindřich Ludvík Maria (Henri-Louis-Marie) z Rohan-Guémené (č. 1)                                     | 23. 7. 1800: Berta (Berthe) z Rohan-Guémené (č. 6)                                                                                           | Pohřben 13. 12. 1846 v knížecí kryptě v přítomnosti 44 duchovních.                                                                                           | Kníže z Rohanu, 10. vévoda z Montbazonu, vévoda z Bouillonu, 11. kníže z Guémené. Oženil se se svou neteří. Zemřel ve věku 80 let a jím vymřela větev Rohan-Guéméné. |
| 8.       | 27.       | Ludvík Viktor (Louis-Victor-Mériadec) z Rohan-Guémené                            | 10. 12. 1846 Sychrov               | Viktorie (Victoire) z Rohan-Soubise 28. 12. 1743 – 20. 9. 1807 Paříž                                 | 23. 7. 1800: Berta (Berthe) z Rohan-Guémené (č. 6)                                                                                           | Pohřben 13. 12. 1846 v knížecí kryptě v přítomnosti 44 duchovních.                                                                                           | Kníže z Rohanu, 10. vévoda z Montbazonu, vévoda z Bouillonu, 11. kníže z Guémené. Oženil se se svou neteří. Zemřel ve věku 80 let a jím vymřela větev Rohan-Guéméné. |
| 9.       | 29.       | Karel Viktor Alan (Carl Victor Alain) z Rohan-Guémené-Rochefortu                 | 21. 12. 1851                       | Arthur Karl Ludwig z Rohan-Guémené-Rochefortu 13. 6. 1826 Štiřín – 17. 2. 1885 Prešpurk (Bratislava) | | Pohřben v Loukově 31. 7. 1852. | Zemřel ve věku 7 měsíců. |
| 9.       | 29.       | Karel Viktor Alan (Carl Victor Alain) z Rohan-Guémené-Rochefortu                 | 27. 7. 1852 Gänserndorf            | Gabriela (Gabrielle) z Waldstein-Wartenbergu (č. 20)                                                 | | Pohřben v Loukově 31. 7. 1852. | Zemřel ve věku 7 měsíců. |
| 10.      | 28.       | Alan Gustav Viktor (Alain-Gustav-Victor) z Rohan-Guémené-Rochefortu              | 8. 10. 1829 Sychrov                | Benjamin Armand Julius (Benjamin Armand Jules) z Rohan-Guémené-Rochefortu (č. 7)                     | | Pohřben 3. 10. 1857 v knížecí rodinné hrobce. | C. k. rytmistr, velitel eskadrony v husarském pluku knížete Liechtensteina č. 9, majitel vojenského záslužného řádu. |
| 10.      | 28.       | Alan Gustav Viktor (Alain-Gustav-Victor) z Rohan-Guémené-Rochefortu              | 28. 9. 1857 Košťany                | Štěpánka (Stephanie) z Croy-Dülmenu (č. 15)                                                          | | Pohřben 3. 10. 1857 v knížecí rodinné hrobce. | C. k. rytmistr, velitel eskadrony v husarském pluku knížete Liechtensteina č. 9, majitel vojenského záslužného řádu. |
| 11.      | 29.       | Gabriela (Gabrielle) z Rohan-Guémené-Rochefortu                                  | 3. 1. 1862                         | Arthur Karl Ludwig z Rohan-Guémené-Rochefortu 13. 6. 1826 Štiřín – 17. 2. 1885 Prešpurk (Bratislava) | | Pohřbena v Loukově 23. 5. 1862. | Zemřela ve věku 4 a půl roku na ochrnutí mozku. |
| 11.      | 29.       | Gabriela (Gabrielle) z Rohan-Guémené-Rochefortu                                  | 20. 5. 1862 Vídeň                  | Gabriela (Gabrielle) z Waldstein-Wartenbergu (č. 20)                                                 | | Pohřbena v Loukově 23. 5. 1862. | Zemřela ve věku 4 a půl roku na ochrnutí mozku. |
| 12.      | 29.       | Josselin z Rohan-Guémené-Rochefortu                                              | 25. 8. 1862                        | Ludvík (Ludwig) z Rohan-Guémené-Rochefortu (č. 21)                                                   | | Pohřben v Loukově 18. 10. 1864. | Zemřel ve věku 2 let. |
| 12.      | 29.       | Josselin z Rohan-Guémené-Rochefortu                                              | 16. 10. 1864 Lysá nad Labem        | Helena (Helene) z Auerspergu (č. 24)                                                                 | | Pohřben v Loukově 18. 10. 1864. | Zemřel ve věku 2 let. |
| 13.      | 27.       | Gasparine z Rohan-Rochefortu                                                     | 29. 11. 1798 Paříž                 | Karel Ludvík Kašpar z Rohan-Rochefortu 1. 11. 1765 – 7. 3. 1843                                      | 7. 1. 1822 Praha: Jindřich (Heinrich) XIX. z Reuss-Greizu 1. 3. 1790 Offenbach – 31. 10. 1836 Greitz                                         | Pohřbena v knížecí hrobce v Loukově 4. 8. 1871. | Zemřela ve věku 72 let na ochrnutí plic. |
| 13.      | 27.       | Gasparine z Rohan-Rochefortu                                                     | 27. 7. 1871 Greiz                  | Marie Louisa z Rohan-Guémené 13. 4. 1765 Paříž – 21. 9. 1839                                         | 7. 1. 1822 Praha: Jindřich (Heinrich) XIX. z Reuss-Greizu 1. 3. 1790 Offenbach – 31. 10. 1836 Greitz                                         | Pohřbena v knížecí hrobce v Loukově 4. 8. 1871. | Zemřela ve věku 72 let na ochrnutí plic. |
| 14.      | (29.)     | Alžběta (Elisabeth) Pejácsevich de Veröcze                                       | 13. 1. 1860 Nasič, Slavonie (?)    | Ladislav Pejácsevich de Veröcze                                                                      | 30. 4. 1883 Záhřeb: Josef Artur Arnošt (Joseph Arthur Ernst) z Rohan-Guémené-Rochefortu 15. 5. 1854 Budapešť – 6. 3. 1926 Nice               | Pohřbena v Rohanské knížecí rodinné hrobce 9. 8. 1884. | Zemřela ve věku 24 let na eklampsii (Eclampsia parturientium) a Brightovu nemoc (morbus Brightii). Bezdětná. |
| 14.      | (29.)     | Alžběta (Elisabeth) Pejácsevich de Veröcze                                       | 4. 8. 1884 Hietzing                | Gabriela Döry de Jobaháza                                                                            | 30. 4. 1883 Záhřeb: Josef Artur Arnošt (Joseph Arthur Ernst) z Rohan-Guémené-Rochefortu 15. 5. 1854 Budapešť – 6. 3. 1926 Nice               | Pohřbena v Rohanské knížecí rodinné hrobce 9. 8. 1884. | Zemřela ve věku 24 let na eklampsii (Eclampsia parturientium) a Brightovu nemoc (morbus Brightii). Bezdětná. |
| 15.      | (27.)     | Štěpánka (Stephanie) z Croy-Dülmenu                                              | 5. 6. 1805 Dülmen                  | August z Croy-Dülmenu 3. 11. 1765 Paříž – 19. 10. 1822 Hermitage-sur-l'Escaut                        | 3. 10. 1825 Dülmen: Benjamin Armand Julius (Benjamin Armand Jules) z Rohan-Guémené-Rochefortu (č. 7)                                         | Pohřbena v Rohanské knížecí rodinné hrobce 1. 10. 1884. | Zemřela ve věku 79 let na ochrnutí plic. Narodilo se jí pět dětí: - 1. Artur (1826–1885, pohřben v Prešpurku (Bratislavě)) - 2. Viktor (1827–1889; č. 19) - 3. Alan (1829–1857; č. 10) - 4. Ludvík (1833–1891; č. 21) - 5. Benjamin (1835–1900; č. 25) |
| 15.      | (27.)     | Štěpánka (Stephanie) z Croy-Dülmenu                                              | 27. 9. 1884 Lysá nad Labem         | Anne-Victurnienne z Rochechouart de Mortemart 7. 5. 1773 Paříž – 10. 7. 1806 Dülmen                  | 3. 10. 1825 Dülmen: Benjamin Armand Julius (Benjamin Armand Jules) z Rohan-Guémené-Rochefortu (č. 7)                                         | Pohřbena v Rohanské knížecí rodinné hrobce 1. 10. 1884. | Zemřela ve věku 79 let na ochrnutí plic. Narodilo se jí pět dětí: - 1. Artur (1826–1885, pohřben v Prešpurku (Bratislavě)) - 2. Viktor (1827–1889; č. 19) - 3. Alan (1829–1857; č. 10) - 4. Ludvík (1833–1891; č. 21) - 5. Benjamin (1835–1900; č. 25) |
| 16.      | (27.)     | Adléta (Adelheid) z Löwenstein-Wertheim-Rosenbergu                               | 19. 12. 1806 Kleinheubach          | | 28. 5. 1826 Bor: Kamil Filip Josef (Camille Philippe Joseph) z Rohan-Guémené-Rochefortu (č. 23)                                              | Pohřbena v Rohanské knížecí rodinné hrobce 19. 11. 1884. | Zemřela ve věku 77 let na ochrnutí plic. Bezdětná. |
| 16.      | (27.)     | Adléta (Adelheid) z Löwenstein-Wertheim-Rosenbergu                               | 16. 11. 1884 Sychrov               | | 28. 5. 1826 Bor: Kamil Filip Josef (Camille Philippe Joseph) z Rohan-Guémené-Rochefortu (č. 23)                                              | Pohřbena v Rohanské knížecí rodinné hrobce 19. 11. 1884. | Zemřela ve věku 77 let na ochrnutí plic. Bezdětná. |
| 17.      | 29.       | Ludvík (Louis) z Rohan-Guémené-Rochefortu                                        | 26. 7. 1865 Lysá nad Labem         | Ludvík (Ludwig) z Rohan-Guémené-Rochefortu (č. 21)                                                   | | Pohřben v knížecí rodinné hrobce 25. 2. 1887. | Zemřel ve věku 21 let na tyfus. |
| 17.      | 29.       | Ludvík (Louis) z Rohan-Guémené-Rochefortu                                        | 22. 2. 1887 Terezín                | Helena (Helene) z Auerspergu (č. 24)                                                                 | | Pohřben v knížecí rodinné hrobce 25. 2. 1887. | Zemřel ve věku 21 let na tyfus. |
| 18.      | 29.       | Benjamin Alain Raoul z Rohan-Guémené-Rochefortu                                  | 15. 2. 1858 Budapest               | Arthur Karl Ludwig z Rohan-Guémené-Rochefortu 13. 6. 1826 Štiřín – 17. 2. 1885 Prešpurk (Bratislava) | | Pohřben v knížecí rodinné hrobce v Loukově 19. 1. 1889. | Zemřel ve věku 30 let na tuberkulózu v Brehmerově sanatoriu v Görbersdorfu ve Slezsku. |
| 18.      | 29.       | Benjamin Alain Raoul z Rohan-Guémené-Rochefortu                                  | 14. 1. 1889 Görbersdorf            | Gabriela (Gabrielle) z Waldstein-Wartenbergu (č. 20)                                                 | | Pohřben v knížecí rodinné hrobce v Loukově 19. 1. 1889. | Zemřel ve věku 30 let na tuberkulózu v Brehmerově sanatoriu v Görbersdorfu ve Slezsku. |
| 19.      | 28.       | Viktor Ludvík August (Victor Louis August) z Rohan-Guémené-Rochefortu            | 15. 10. 1827 Sychrov               | Benjamin Armand Julius (Benjamin Armand Jules) z Rohan-Guémené-Rochefortu (č. 7)                     | | Pohřben 16. 10. 1889 v knížecí rodinné hrobce. | C. k. generálmajor ve výslužbě, rytíř Maltézského řádu. Zemřel ve věku 61 let na vyčerpání. |
| 19.      | 28.       | Viktor Ludvík August (Victor Louis August) z Rohan-Guémené-Rochefortu            | 11. 10. 1889 Salzburg              | Štěpánka (Stephanie) z Croy-Dülmenu (č. 15)                                                          | | Pohřben 16. 10. 1889 v knížecí rodinné hrobce. | C. k. generálmajor ve výslužbě, rytíř Maltézského řádu. Zemřel ve věku 61 let na vyčerpání. |
| 20.      | (28.)     | Gabriela (Gabrielle) z Waldstein-Wartenbergu                                     | 10. 9. 1827 Šťáhlavy               | Kristián Vincenc z Waldstein-Wartenbergu 2. 1. 1794 Praha – 24. 12. 1858 Praha                       | 18. 6. 1850 Praha: Artur Karel Ludvík (Arthur Karl Ludwig) z Rohan-Guémené-Rochefortu 13. 6. 1826 Štiřín – 17. 2. 1885 Prešpurk (Bratislava) | Pohřbena 22. 1. 1890 v knížecí rodinné hrobce. | Zemřela ve věku 62 let na zánět průdušek. Narodilo se jí devět dětí: - 1. Karel (1851–1852; č. 9) - 2. Alan (1853–1914; č. 29) - 3. Josef (1854–1926) - 4. Viktor (1856–1882; pohřben v Prešpurku (Bratislavě)) - 5. Benjamin (1858–1889; č. 18) - 6. Gabriela (1862–1862; č. 11) - 7. Arnošt (1863–1895) - 8. Eduard (1867–1892; č. 22) - 9. Marie Berta, provd. de Borbon (1868–1945) Manžel byl pochován v Prešpurku (Bratislavě). |
| 20.      | (28.)     | Gabriela (Gabrielle) z Waldstein-Wartenbergu                                     | 14. 1. 1890 Florencie              | Marie Františka z Thun-Hohensteinu 21. 8. 1793 Prčice – 20. 1. 1861 Doksy                            | 18. 6. 1850 Praha: Artur Karel Ludvík (Arthur Karl Ludwig) z Rohan-Guémené-Rochefortu 13. 6. 1826 Štiřín – 17. 2. 1885 Prešpurk (Bratislava) | Pohřbena 22. 1. 1890 v knížecí rodinné hrobce. | Zemřela ve věku 62 let na zánět průdušek. Narodilo se jí devět dětí: - 1. Karel (1851–1852; č. 9) - 2. Alan (1853–1914; č. 29) - 3. Josef (1854–1926) - 4. Viktor (1856–1882; pohřben v Prešpurku (Bratislavě)) - 5. Benjamin (1858–1889; č. 18) - 6. Gabriela (1862–1862; č. 11) - 7. Arnošt (1863–1895) - 8. Eduard (1867–1892; č. 22) - 9. Marie Berta, provd. de Borbon (1868–1945) Manžel byl pochován v Prešpurku (Bratislavě). |
| 21.      | 28.       | Ludvík Antonín Benjamin (Ludwig/Louis Anton Benjamin) z Rohan-Guémené-Rochefortu | 17. 6. 1833 Sychrov                | Benjamin Armand Julius (Benjamin Armand Jules) z Rohan-Guémené-Rochefortu (č. 7)                     | 9. 1. 1860 Praha: Helena (Helene) z Auerspergu (č. 24)                                                                                       | Pohřben 9. 2. 1891 v knížecí rodinné hrobce v Loukově. | Zakladatel choustnické větve. Čestný rytíř Maltézského řádu. Zemřel ve věku 57 let na zápal plic v hotelu d'Europe. |
| 21.      | 28.       | Ludvík Antonín Benjamin (Ludwig/Louis Anton Benjamin) z Rohan-Guémené-Rochefortu | 27. 1. 1891 Monte Carlo, Monako    | Štěpánka (Stephanie) z Croy-Dülmenu (č. 15)                                                          | 9. 1. 1860 Praha: Helena (Helene) z Auerspergu (č. 24)                                                                                       | Pohřben 9. 2. 1891 v knížecí rodinné hrobce v Loukově. | Zakladatel choustnické větve. Čestný rytíř Maltézského řádu. Zemřel ve věku 57 let na zápal plic v hotelu d'Europe. |
| 22.      | 29.       | Eduard (Edouard) z Rohan-Guémené-Rochefortu                                      | 5. 4. 1867 Prešpurk (Bratislava)   | Arthur Karl Ludwig z Rohan-Guémené-Rochefortu 13. 6. 1826 Štiřín – 17. 2. 1885 Prešpurk (Bratislava) | | Pohřben 18. 6. 1892 v knížecí rodinné hrobce v Loukově. | Poručík v 1. c. k. dragounském pluku císaře Františka Josefa. Zemřel ve věku 25 let na tuberkulózu v hotelu Louisenbad. |
| 22.      | 29.       | Eduard (Edouard) z Rohan-Guémené-Rochefortu                                      | 13. 6. 1892 Reichenhall            | Gabriela (Gabrielle) z Waldstein-Wartenbergu (č. 20)                                                 | | Pohřben 18. 6. 1892 v knížecí rodinné hrobce v Loukově. | Poručík v 1. c. k. dragounském pluku císaře Františka Josefa. Zemřel ve věku 25 let na tuberkulózu v hotelu Louisenbad. |
| 23.      | 27.       | Kamil Filip Josef (Camille Philippe Joseph) z Rohan-Guémené-Rochefortu           | 19. 12. 1800 Brusel                | Karel Ludvík Kašpar z Rohan-Rochefortu 1. 11. 1765 – 7. 3. 1843                                      | 28. 5. 1826 Bor: Adelheid z Löwenstein-Wertheim-Rosenbergu (č. 16)                                                                           | V knížecí kryptě v Loukově pohřben 16. 9.1892, zádušní mše se sloužila 19. 9. v kostele Panny Marie Vítězné na Malé Straně v Praze a patronátních kostelech. | Kníže z Rohanu, 11. vévoda z Montbazonu, vévoda z Bouillonu, 12. kníže z Guéméné. Adoptován strýcem Juliem Armandem Ludvíkem z Rohan-Guéméné, zv. princem Louisem (č. 3). Nositel velkokříže Leopoldova řádu (1861), rytíř Řádu zlatého rouna (1865), dědičný člen rakouské Panské sněmovny (1861). Majitel statků Sychrov, Český Dub (1837–1892). V roce 1859 nechal zřídit fideikomis. Přestavěl zámek Sychrov do novogotické podoby. Koupil panství a zámek Choustník na Táborsku.                                                                                                |
| 23.      | 27.       | Kamil Filip Josef (Camille Philippe Joseph) z Rohan-Guémené-Rochefortu           | 13. 9. 1892 Sychrov                | Marie Louisa z Rohan-Guémené 13. 4. 1765 Paříž – 21. 9. 1839                                         | 28. 5. 1826 Bor: Adelheid z Löwenstein-Wertheim-Rosenbergu (č. 16)                                                                           | V knížecí kryptě v Loukově pohřben 16. 9.1892, zádušní mše se sloužila 19. 9. v kostele Panny Marie Vítězné na Malé Straně v Praze a patronátních kostelech. | Kníže z Rohanu, 11. vévoda z Montbazonu, vévoda z Bouillonu, 12. kníže z Guéméné. Adoptován strýcem Juliem Armandem Ludvíkem z Rohan-Guéméné, zv. princem Louisem (č. 3). Nositel velkokříže Leopoldova řádu (1861), rytíř Řádu zlatého rouna (1865), dědičný člen rakouské Panské sněmovny (1861). Majitel statků Sychrov, Český Dub (1837–1892). V roce 1859 nechal zřídit fideikomis. Přestavěl zámek Sychrov do novogotické podoby. Koupil panství a zámek Choustník na Táborsku.                                                                                                |
| 24.      | (28.)     | Helena (Helene) z Auerspergu                                                     | 7. 3. 1836 Kost nebo Praha         | František Xaver Adolf z Auerspergu 9. 2. 1804 – 16. 8. 1873                                          | 9. 1. 1860 Praha: Ludvík (Ludwig) z Rohan-Guémené-Rochefortu (č. 21)                                                                         | Pohřbena 9. 10. 1897 v rodinné knížecí hrobce v Loukově. | Majitelka statku Choustník. Narodily se jí následující čtyři děti: - 1. Raoul (1860–1931) - 2. Josselin (1862–1864; č. 12;) - 3. Louis (1865–1887; č. 17) - 4. Stephanie, provd. Trubecká (1868–1898) |
| 24.      | (28.)     | Helena (Helene) z Auerspergu                                                     | 4. 10. 1897 Choustník              | Marie Terezie z Scheibleru 12. 8. 1814 – 7. 3. 1879                                                  | 9. 1. 1860 Praha: Ludvík (Ludwig) z Rohan-Guémené-Rochefortu (č. 21)                                                                         | Pohřbena 9. 10. 1897 v rodinné knížecí hrobce v Loukově. | Majitelka statku Choustník. Narodily se jí následující čtyři děti: - 1. Raoul (1860–1931) - 2. Josselin (1862–1864; č. 12;) - 3. Louis (1865–1887; č. 17) - 4. Stephanie, provd. Trubecká (1868–1898) |
| 25.      | 28.       | Benjamin Maria Antonín (Benjamin Maria Anton) z Rohan-Guémené-Rochefortu         | 9. 12. 1835 Sychrov                | Benjamin Armand Julius (Benjamin Armand Jules) z Rohan-Guémené-Rochefortu (č. 7)                     | 20. 10. 1886 Paříž: Améline-Julie-Marie Mahé de Kerouant 5. 4. 1828 – 1. 7. 1905                                                             | | |
| 25.      | 28.       | Benjamin Maria Antonín (Benjamin Maria Anton) z Rohan-Guémené-Rochefortu         | 11. 1. 1900 Paříž                  | Štěpánka (Stephanie) z Croy-Dülmenu (č. 15)                                                          | 20. 10. 1886 Paříž: Améline-Julie-Marie Mahé de Kerouant 5. 4. 1828 – 1. 7. 1905                                                             | | |
| 26.      | 30.       | Markéta (Margarethe) z Rohan-Guémené-Rochefortu                                  | 1904                               | Josef z Rohan-Guémené-Rochefortu 15. 5. 1854 Budapešť – 6. 3. 1923 Nice                              | | Pohřbena 10. 7. 1905. | Zemřela ve věku 10 měsíců na zápal plic. |
| 26.      | 30.       | Markéta (Margarethe) z Rohan-Guémené-Rochefortu                                  | 7. 7. 1905 Mödling                 | Anna Lincke 20. 2. 1874 Vídeň – 18. 2. 1925 Vídeň                                                    | | Pohřbena 10. 7. 1905. | Zemřela ve věku 10 měsíců na zápal plic. |
| 27.      | 30.       | Marie Meriadec z Rohan-Guémené-Rochefortu                                        | 21. 5. 1900 Vídeň                  | Josef z Rohan-Guémené-Rochefortu 15. 5. 1854 Budapešť – 6. 3. 1923 Nice                              | | Vykropen 20. 10. 1907 a pohřben 23. 10. v rodinné hrobce Rohanů v Loukově.                                                                                   | Zemřel ve věku sedmi let na popáleniny způsobené výbuchem petrolejové lampy. |
| 27.      | 30.       | Marie Meriadec z Rohan-Guémené-Rochefortu                                        | 18. 10. 1907 Kasten, Dolní Rakousy | Anna Lincke 20. 2. 1874 Vídeň – 18. 2. 1925 Vídeň                                                    | | Vykropen 20. 10. 1907 a pohřben 23. 10. v rodinné hrobce Rohanů v Loukově.                                                                                   | Zemřel ve věku sedmi let na popáleniny způsobené výbuchem petrolejové lampy. |
| 28.      | 30.       | Štěpánka (Stephanie) z Rohan-Guémené-Rochefortu                                  | 20. 4. 1892 Bad Szobrancz          | Josef z Rohan-Guémené-Rochefortu 15. 5. 1854 Budapešť – 6. 3. 1923 Nice                              | | | Zemřela ve věku 15 let. |
| 28.      | 30.       | Štěpánka (Stephanie) z Rohan-Guémené-Rochefortu                                  | 20. 2. 1908 Merano                 | Anna Lincke 20. 2. 1874 Vídeň – 18. 2. 1925 Vídeň                                                    | | | Zemřela ve věku 15 let. |
| 29.      | 29.       | Alan Benjamin Artur (Alain Benjamin Arthur) z Rohan-Guémené-Rochefortu           | 8. 1. 1853 Pešť (Budapešť)         | Arthur Karl Ludwig z Rohan-Guémené-Rochefortu 13. 6. 1826 Štiřín – 17. 2. 1885 Prešpurk (Bratislava) | 10. 10. 1885 Praha: Johanna z Auerspergu (č. 30)                                                                                             | | Kníže z Rohanu, 12. vévoda z Montbazonu, vévoda z Bouillonu, 13. kníže z Guémené, kníže z Rochefortu a Montaubonu. C. k. komoří a tajný rada, poslanec Českého zemského sněmu (1901–1913), dědičný člen rakouské Panské sněmovny (1893), rytíř Řádu zlatého rouna (1908), rytíř Řádu železné koruny 1. třídy, čestný rytíř Řádu maltézských rytířů, rytmistr (1884, od roku 1886 v záloze). Majitel fideikomisu Svijany se Sychrovem a Loukovcem, Český Dub se Starým Dubem, Domaslavicemi a Sedmivsí a Lomnice nad Popelkou, dále alodiálních statků Jesenný a Polubný (1892–1914). |
| 29.      | 29.       | Alan Benjamin Artur (Alain Benjamin Arthur) z Rohan-Guémené-Rochefortu           | 24. 2. 1914 Praha                  | Gabriela (Gabrielle) z Waldstein-Wartenbergu (č. 20)                                                 | 10. 10. 1885 Praha: Johanna z Auerspergu (č. 30)                                                                                             | | Kníže z Rohanu, 12. vévoda z Montbazonu, vévoda z Bouillonu, 13. kníže z Guémené, kníže z Rochefortu a Montaubonu. C. k. komoří a tajný rada, poslanec Českého zemského sněmu (1901–1913), dědičný člen rakouské Panské sněmovny (1893), rytíř Řádu zlatého rouna (1908), rytíř Řádu železné koruny 1. třídy, čestný rytíř Řádu maltézských rytířů, rytmistr (1884, od roku 1886 v záloze). Majitel fideikomisu Svijany se Sychrovem a Loukovcem, Český Dub se Starým Dubem, Domaslavicemi a Sedmivsí a Lomnice nad Popelkou, dále alodiálních statků Jesenný a Polubný (1892–1914). |
| 30.      | (29.)     | Johanna z Auerspergu                                                             | 17. 9. 1860 Teplice                | Adolf z Auerspergu 21. 7. 1821 Vlašim – 5. 1. 1885 zámek Goldegg                                     | 10. 10. 1885 Praha: Alan Benjamin Artur (Alain Benjamin Arthur) z Rohan-Guémené-Rochefortu (č. 29)                                           | | Dáma Řádu hvězdového kříže, palácová dáma, nositelka Řádu Alžběty. Do manželství přinesla jako věno statek Albrechtsberg u Pielachu Dolních Rakousích. Narodilo se jí šest dětí: - 1. Gabriele (1887–1917) - 2. Bertha, provd. Picot de Peccaduc von Herzogenburg (1889–1977) - 3. Johanna, provd. Colloredo-Mannsfeldová (1890–1961) - 4. Marie (1893–1966; pohřbena na hřbitově ve Vídni-Hietzingu), dvojče - 5. Alain (1893–1976; pohřben na hřbitově ve Vídni-Hietzingu), dvojče - 6. Karl Anton (1898–1975)                                                                     |
| 30.      | (29.)     | Johanna z Auerspergu                                                             | 17. 2. 1922 Sychrov                | Johanna Festeticsová de Tolna 15. 6. 1830 Tolna – 9. 3. 1884 Vídeň                                   | 10. 10. 1885 Praha: Alan Benjamin Artur (Alain Benjamin Arthur) z Rohan-Guémené-Rochefortu (č. 29)                                           | | Dáma Řádu hvězdového kříže, palácová dáma, nositelka Řádu Alžběty. Do manželství přinesla jako věno statek Albrechtsberg u Pielachu Dolních Rakousích. Narodilo se jí šest dětí: - 1. Gabriele (1887–1917) - 2. Bertha, provd. Picot de Peccaduc von Herzogenburg (1889–1977) - 3. Johanna, provd. Colloredo-Mannsfeldová (1890–1961) - 4. Marie (1893–1966; pohřbena na hřbitově ve Vídni-Hietzingu), dvojče - 5. Alain (1893–1976; pohřben na hřbitově ve Vídni-Hietzingu), dvojče - 6. Karl Anton (1898–1975)                                                                     |
| 31.      | 31.       | Adelheid z Rohan-Guémené-Rochefortu                                              | 1. 6. 1927                         | Alain Rohan-Guémené-Rochefortu 26. 7. 1893 Sychrov – 2. 9. 1976 Vídeň                                | | | Narodila se s nevyléčitelnou vadou páteře. Připomíná ji mramorová deska v zámecké kapli na Sychrově. |
| 31.      | 31.       | Adelheid z Rohan-Guémené-Rochefortu                                              | 26. 3. 1931                        | Margarethe z Schönburg-Hartensteinu 14. 12. 1897 Vídeň – 3. 8. 1980 Vídeň                            | | | Narodila se s nevyléčitelnou vadou páteře. Připomíná ji mramorová deska v zámecké kapli na Sychrově. |

### Srdce vévody d'Enghien
V hrobce bylo také dočasně pohřbeno srdce Ludvíka VII. Antonína Jindřicha (Louis Antoine Henri) de Bourbon-Condé (1772–1804). Tento poslední mužský potomek rodu de Condé s titulem vévoda z Enghien se zamiloval do o pět let starší Charlotty z Rohan-Rochefortu (1767–1841), dcery Karla Julia (Charles Jules Armand) z Rohan-Rochefortu (1729–1811) a jeho manželky Marie Jindřišky Charloty (Marie Henriette Charlotte) z Orléans-Rothelinu (1744–po 1792?). Přestože vztahu rodina vévody nepřála, pravděpodobně se v roce 1804 tajně vzali. Vévoda se stal obětí únosu a justiční vraždy. Z nařízení Napoleona Bonaparta, který se obával royalistického povstání, oddíl francouzských vojáků přebrodil Rýn a vévodu z bádenského Ettenheimu unesli. Po vykonstruovaném procesu byl Ludvík Antonín Jindřich pro výstrahu ostatním monarchistům 21. března 1804 popraven zastřelením šestnácti ranami ve Vincennes. Ještě před svou smrtí si vévoda odstřihl pramen vlasů, sundal prstýnek a nechal je poslat Charlottě. Jeho tělo pak bylo vhozeno do jámy v hradním příkopu. Místo popravy dodnes označuje kamenný sloup. Po porážce Napoleona přikázal nový francouzský král Ludvík XVIII. tělo vévody exhumovat a jeho ostatky uložit v hradní kapli ve Vincennes, kde spočívají dodnes. Vévodovo srdce bylo v roce 1816 nabalzamováno a v kanopě převezeno do Rohanské hrobky v Loukově. Smrtí vévodova otce v roce 1830 rod Bourbon-Condé vymřel po meči. Charlotta se už znovu neprovdala a zemřela v roce 1841 v Paříži. Koncem 70. let 20. století srdce z rozbité kanopy vyzvedla paní Margueritte Kottulinsky (1923–2012), dcera posledního soukromého majitele Sychrova, a převezla ho do Francie, kde bylo pietně uloženo vedle milované Charlotty z Rohan-Rochefortu.

### Příbuzenské vztahy pohřbených
Následující schéma znázorňuje příbuzenské vztahy Rohanů. Červeně orámovaní byli pohřbeni v hrobce. Oranžově je vyznačen Ludvík VII. Antonín Jindřich de Bourbon-Condé (1772–1804), jehož srdce bylo v hrobce dočasně pohřbeno. Modře je orámován  Alain Anton Joseph Rohan (1893–1976), poslední soukromý majitel Sychrova. Arabské číslice odpovídají pořadí úmrtí podle předchozích tabulek, římské číslice představují pořadí manžela nebo manželky, pokud někdo vstoupil do manželství více než jednou. Tučně jsou zvýrazněni majitelé zámku Sychrov. Některé generace jsou na dvou řádcích. Vzhledem k účelu schématu se nejedná o kompletní rodokmen.
|                                                                |                                                                |                                                                |                                                                |                                                                  |                                                                  |                                                                  |                                                                  | I. Marie-Anne d'Albert de Luynes 1663–1679                         | I. Marie-Anne d'Albert de Luynes 1663–1679                         | I. Marie-Anne d'Albert de Luynes 1663–1679                         | I. Marie-Anne d'Albert de Luynes 1663–1679                         | I. Marie-Anne d'Albert de Luynes 1663–1679                         | I. Marie-Anne d'Albert de Luynes 1663–1679                         |                                                                           |                                                                           | Karel III. Rohan, 5. vévoda z Montbazonu 1655–1727 LINIE GUÉMENÉ          | Karel III. Rohan, 5. vévoda z Montbazonu 1655–1727 LINIE GUÉMENÉ          | Karel III. Rohan, 5. vévoda z Montbazonu 1655–1727 LINIE GUÉMENÉ          | Karel III. Rohan, 5. vévoda z Montbazonu 1655–1727 LINIE GUÉMENÉ          | Karel III. Rohan, 5. vévoda z Montbazonu 1655–1727 LINIE GUÉMENÉ | Karel III. Rohan, 5. vévoda z Montbazonu 1655–1727 LINIE GUÉMENÉ |                                          |                                          | II. Charlotte Elizabeth de Cochefilet 1657–1719        | II. Charlotte Elizabeth de Cochefilet 1657–1719        | II. Charlotte Elizabeth de Cochefilet 1657–1719        | II. Charlotte Elizabeth de Cochefilet 1657–1719        | II. Charlotte Elizabeth de Cochefilet 1657–1719          | II. Charlotte Elizabeth de Cochefilet 1657–1719          |                                                          |                                                          |                                                            |                                                            |                                                            |                                                            |                                                                      |                                                                      |                                                                      |                                                                      |                                                                                |                                                                                |                                                                                |                                                                                |                                                                                |                                                                                |                                                                    |                                                                    |                                                                    |                                                                    |                                                   |                                                   |                                                   |                                                   |                                          |                                          |                                                              |                                                              |                                                              |                                                              |                                                              |                                                              |                                              |                                              |                                                             |                                                             |                                                             |                                                             |                                                             |                                                             |                                                            |                                                            |                                                            |                                                            |                                                   |                                                   |                                                             |                                                             |                                                             |                                                             |                                                                    |                                                                    |                                                                    |                                                                    |                                                                    |                                                                    |  |  |
|                                                                |                                                                |                                                                |                                                                |                                                                  |                                                                  |                                                                  |                                                                  | I. Marie-Anne d'Albert de Luynes 1663–1679                         | I. Marie-Anne d'Albert de Luynes 1663–1679                         | I. Marie-Anne d'Albert de Luynes 1663–1679                         | I. Marie-Anne d'Albert de Luynes 1663–1679                         | I. Marie-Anne d'Albert de Luynes 1663–1679                         | I. Marie-Anne d'Albert de Luynes 1663–1679                         |                                                                           |                                                                           | Karel III. Rohan, 5. vévoda z Montbazonu 1655–1727 LINIE GUÉMENÉ          | Karel III. Rohan, 5. vévoda z Montbazonu 1655–1727 LINIE GUÉMENÉ          | Karel III. Rohan, 5. vévoda z Montbazonu 1655–1727 LINIE GUÉMENÉ          | Karel III. Rohan, 5. vévoda z Montbazonu 1655–1727 LINIE GUÉMENÉ          | Karel III. Rohan, 5. vévoda z Montbazonu 1655–1727 LINIE GUÉMENÉ | Karel III. Rohan, 5. vévoda z Montbazonu 1655–1727 LINIE GUÉMENÉ |                                          |                                          | II. Charlotte Elizabeth de Cochefilet 1657–1719        | II. Charlotte Elizabeth de Cochefilet 1657–1719        | II. Charlotte Elizabeth de Cochefilet 1657–1719        | II. Charlotte Elizabeth de Cochefilet 1657–1719        | II. Charlotte Elizabeth de Cochefilet 1657–1719          | II. Charlotte Elizabeth de Cochefilet 1657–1719          |                                                          |                                                          |                                                            |                                                            |                                                            |                                                            |                                                                      |                                                                      |                                                                      |                                                                      |                                                                                |                                                                                |                                                                                |                                                                                |                                                                                |                                                                                |                                                                    |                                                                    |                                                                    |                                                                    |                                                   |                                                   |                                                   |                                                   |                                          |                                          |                                                              |                                                              |                                                              |                                                              |                                                              |                                                              |                                              |                                              |                                                             |                                                             |                                                             |                                                             |                                                             |                                                             |                                                            |                                                            |                                                            |                                                            |                                                   |                                                   |                                                             |                                                             |                                                             |                                                             |                                                                    |                                                                    |                                                                    |                                                                    |                                                                    |                                                                    |  |  |
|                                                                |                                                                |                                                                |                                                                |                                                                  |                                                                  |                                                                  |                                                                  |                                                                    |                                                                    |                                                                    |                                                                    |                                                                    |                                                                    |                                                                           |                                                                           |                                                                           |                                                                           |                                                                           |                                                                           |                                                                  |                                                                  |                                          |                                          |                                                        |                                                        |                                                        |                                                        |                                                          |                                                          |                                                          |                                                          |                                                            |                                                            |                                                            |                                                            |                                                                      |                                                                      |                                                                      |                                                                      |                                                                                |                                                                                |                                                                                |                                                                                |                                                                                |                                                                                |                                                                    |                                                                    |                                                                    |                                                                    |                                                   |                                                   |                                                   |                                                   |                                          |                                          |                                                              |                                                              |                                                              |                                                              |                                                              |                                                              |                                              |                                              |                                                             |                                                             |                                                             |                                                             |                                                             |                                                             |                                                            |                                                            |                                                            |                                                            |                                                   |                                                   |                                                             |                                                             |                                                             |                                                             |                                                                    |                                                                    |                                                                    |                                                                    |                                                                    |                                                                    |  |  |
|                                                                |                                                                |                                                                |                                                                |                                                                  |                                                                  |                                                                  |                                                                  |                                                                    |                                                                    |                                                                    |                                                                    |                                                                    |                                                                    |                                                                           |                                                                           |                                                                           |                                                                           |                                                                           |                                                                           |                                                                  |                                                                  |                                          |                                          |                                                        |                                                        |                                                        |                                                        |                                                          |                                                          |                                                          |                                                          |                                                            |                                                            |                                                            |                                                            |                                                                      |                                                                      |                                                                      |                                                                      |                                                                                |                                                                                |                                                                                |                                                                                |                                                                                |                                                                                |                                                                    |                                                                    |                                                                    |                                                                    |                                                   |                                                   |                                                   |                                                   |                                          |                                          |                                                              |                                                              |                                                              |                                                              |                                                              |                                                              |                                              |                                              |                                                             |                                                             |                                                             |                                                             |                                                             |                                                             |                                                            |                                                            |                                                            |                                                            |                                                   |                                                   |                                                             |                                                             |                                                             |                                                             |                                                                    |                                                                    |                                                                    |                                                                    |                                                                    |                                                                    |  |  |
| František Armand Rohan 1682–1717                               | František Armand Rohan 1682–1717                               | František Armand Rohan 1682–1717                               | František Armand Rohan 1682–1717                               | František Armand Rohan 1682–1717                                 | František Armand Rohan 1682–1717                                 |                                                                  |                                                                  | Louise Julie de La Tour-d'Auvergne-Bouillon 1679–1750              | Louise Julie de La Tour-d'Auvergne-Bouillon 1679–1750              | Louise Julie de La Tour-d'Auvergne-Bouillon 1679–1750              | Louise Julie de La Tour-d'Auvergne-Bouillon 1679–1750              | Louise Julie de La Tour-d'Auvergne-Bouillon 1679–1750              | Louise Julie de La Tour-d'Auvergne-Bouillon 1679–1750              |                                                                           |                                                                           | Hercule Meriadec Rohan, 6. vévoda z Montbazonu 1688–1757                  | Hercule Meriadec Rohan, 6. vévoda z Montbazonu 1688–1757                  | Hercule Meriadec Rohan, 6. vévoda z Montbazonu 1688–1757                  | Hercule Meriadec Rohan, 6. vévoda z Montbazonu 1688–1757                  | Hercule Meriadec Rohan, 6. vévoda z Montbazonu 1688–1757         | Hercule Meriadec Rohan, 6. vévoda z Montbazonu 1688–1757         |                                          |                                          | Louise Gabrielle Julie z Rohan-Rohanu 1704–1741        | Louise Gabrielle Julie z Rohan-Rohanu 1704–1741        | Louise Gabrielle Julie z Rohan-Rohanu 1704–1741        | Louise Gabrielle Julie z Rohan-Rohanu 1704–1741        | Louise Gabrielle Julie z Rohan-Rohanu 1704–1741          | Louise Gabrielle Julie z Rohan-Rohanu 1704–1741          |                                                          |                                                          | Armand Jules Rohan, remešský arcibiskup 1695–1762          | Armand Jules Rohan, remešský arcibiskup 1695–1762          | Armand Jules Rohan, remešský arcibiskup 1695–1762          | Armand Jules Rohan, remešský arcibiskup 1695–1762          | Armand Jules Rohan, remešský arcibiskup 1695–1762                    | Armand Jules Rohan, remešský arcibiskup 1695–1762                    |                                                                      |                                                                      | Louis Cesar Constantine Rohan, štrasburský biskup 1697–1779                    | Louis Cesar Constantine Rohan, štrasburský biskup 1697–1779                    | Louis Cesar Constantine Rohan, štrasburský biskup 1697–1779                    | Louis Cesar Constantine Rohan, štrasburský biskup 1697–1779                    | Louis Cesar Constantine Rohan, štrasburský biskup 1697–1779                    | Louis Cesar Constantine Rohan, štrasburský biskup 1697–1779                    |                                                                    |                                                                    | Anna Tereza z Rohanu, abatyše v Jouarre 1684–1738                  | Anna Tereza z Rohanu, abatyše v Jouarre 1684–1738                  | Anna Tereza z Rohanu, abatyše v Jouarre 1684–1738 | Anna Tereza z Rohanu, abatyše v Jouarre 1684–1738 | Anna Tereza z Rohanu, abatyše v Jouarre 1684–1738 | Anna Tereza z Rohanu, abatyše v Jouarre 1684–1738 |                                          |                                          | Marie Anne Benigne z Rohanu, abatyše v Panthemontu 1690–1743 | Marie Anne Benigne z Rohanu, abatyše v Panthemontu 1690–1743 | Marie Anne Benigne z Rohanu, abatyše v Panthemontu 1690–1743 | Marie Anne Benigne z Rohanu, abatyše v Panthemontu 1690–1743 | Marie Anne Benigne z Rohanu, abatyše v Panthemontu 1690–1743 | Marie Anne Benigne z Rohanu, abatyše v Panthemontu 1690–1743 |                                              |                                              | Karel Rohan 1693–1766 LINIE ROCHEFORT                       | Karel Rohan 1693–1766 LINIE ROCHEFORT                       | Karel Rohan 1693–1766 LINIE ROCHEFORT                       | Karel Rohan 1693–1766 LINIE ROCHEFORT                       | Karel Rohan 1693–1766 LINIE ROCHEFORT                       | Karel Rohan 1693–1766 LINIE ROCHEFORT                       |                                                            |                                                            | Eleonore Eugenie de Béthisy de Mezieres 1707–1757          | Eleonore Eugenie de Béthisy de Mezieres 1707–1757          | Eleonore Eugenie de Béthisy de Mezieres 1707–1757 | Eleonore Eugenie de Béthisy de Mezieres 1707–1757 | Eleonore Eugenie de Béthisy de Mezieres 1707–1757           | Eleonore Eugenie de Béthisy de Mezieres 1707–1757           |                                                             |                                                             | Angelika Eleonora z Rohanu, abatyše v Preaux a Marquette 1691–1753 | Angelika Eleonora z Rohanu, abatyše v Preaux a Marquette 1691–1753 | Angelika Eleonora z Rohanu, abatyše v Preaux a Marquette 1691–1753 | Angelika Eleonora z Rohanu, abatyše v Preaux a Marquette 1691–1753 | Angelika Eleonora z Rohanu, abatyše v Preaux a Marquette 1691–1753 | Angelika Eleonora z Rohanu, abatyše v Preaux a Marquette 1691–1753 |  |  |
| František Armand Rohan 1682–1717                               | František Armand Rohan 1682–1717                               | František Armand Rohan 1682–1717                               | František Armand Rohan 1682–1717                               | František Armand Rohan 1682–1717                                 | František Armand Rohan 1682–1717                                 |                                                                  |                                                                  | Louise Julie de La Tour-d'Auvergne-Bouillon 1679–1750              | Louise Julie de La Tour-d'Auvergne-Bouillon 1679–1750              | Louise Julie de La Tour-d'Auvergne-Bouillon 1679–1750              | Louise Julie de La Tour-d'Auvergne-Bouillon 1679–1750              | Louise Julie de La Tour-d'Auvergne-Bouillon 1679–1750              | Louise Julie de La Tour-d'Auvergne-Bouillon 1679–1750              |                                                                           |                                                                           | Hercule Meriadec Rohan, 6. vévoda z Montbazonu 1688–1757                  | Hercule Meriadec Rohan, 6. vévoda z Montbazonu 1688–1757                  | Hercule Meriadec Rohan, 6. vévoda z Montbazonu 1688–1757                  | Hercule Meriadec Rohan, 6. vévoda z Montbazonu 1688–1757                  | Hercule Meriadec Rohan, 6. vévoda z Montbazonu 1688–1757         | Hercule Meriadec Rohan, 6. vévoda z Montbazonu 1688–1757         |                                          |                                          | Louise Gabrielle Julie z Rohan-Rohanu 1704–1741        | Louise Gabrielle Julie z Rohan-Rohanu 1704–1741        | Louise Gabrielle Julie z Rohan-Rohanu 1704–1741        | Louise Gabrielle Julie z Rohan-Rohanu 1704–1741        | Louise Gabrielle Julie z Rohan-Rohanu 1704–1741          | Louise Gabrielle Julie z Rohan-Rohanu 1704–1741          |                                                          |                                                          | Armand Jules Rohan, remešský arcibiskup 1695–1762          | Armand Jules Rohan, remešský arcibiskup 1695–1762          | Armand Jules Rohan, remešský arcibiskup 1695–1762          | Armand Jules Rohan, remešský arcibiskup 1695–1762          | Armand Jules Rohan, remešský arcibiskup 1695–1762                    | Armand Jules Rohan, remešský arcibiskup 1695–1762                    |                                                                      |                                                                      | Louis Cesar Constantine Rohan, štrasburský biskup 1697–1779                    | Louis Cesar Constantine Rohan, štrasburský biskup 1697–1779                    | Louis Cesar Constantine Rohan, štrasburský biskup 1697–1779                    | Louis Cesar Constantine Rohan, štrasburský biskup 1697–1779                    | Louis Cesar Constantine Rohan, štrasburský biskup 1697–1779                    | Louis Cesar Constantine Rohan, štrasburský biskup 1697–1779                    |                                                                    |                                                                    | Anna Tereza z Rohanu, abatyše v Jouarre 1684–1738                  | Anna Tereza z Rohanu, abatyše v Jouarre 1684–1738                  | Anna Tereza z Rohanu, abatyše v Jouarre 1684–1738 | Anna Tereza z Rohanu, abatyše v Jouarre 1684–1738 | Anna Tereza z Rohanu, abatyše v Jouarre 1684–1738 | Anna Tereza z Rohanu, abatyše v Jouarre 1684–1738 |                                          |                                          | Marie Anne Benigne z Rohanu, abatyše v Panthemontu 1690–1743 | Marie Anne Benigne z Rohanu, abatyše v Panthemontu 1690–1743 | Marie Anne Benigne z Rohanu, abatyše v Panthemontu 1690–1743 | Marie Anne Benigne z Rohanu, abatyše v Panthemontu 1690–1743 | Marie Anne Benigne z Rohanu, abatyše v Panthemontu 1690–1743 | Marie Anne Benigne z Rohanu, abatyše v Panthemontu 1690–1743 |                                              |                                              | Karel Rohan 1693–1766 LINIE ROCHEFORT                       | Karel Rohan 1693–1766 LINIE ROCHEFORT                       | Karel Rohan 1693–1766 LINIE ROCHEFORT                       | Karel Rohan 1693–1766 LINIE ROCHEFORT                       | Karel Rohan 1693–1766 LINIE ROCHEFORT                       | Karel Rohan 1693–1766 LINIE ROCHEFORT                       |                                                            |                                                            | Eleonore Eugenie de Béthisy de Mezieres 1707–1757          | Eleonore Eugenie de Béthisy de Mezieres 1707–1757          | Eleonore Eugenie de Béthisy de Mezieres 1707–1757 | Eleonore Eugenie de Béthisy de Mezieres 1707–1757 | Eleonore Eugenie de Béthisy de Mezieres 1707–1757           | Eleonore Eugenie de Béthisy de Mezieres 1707–1757           |                                                             |                                                             | Angelika Eleonora z Rohanu, abatyše v Preaux a Marquette 1691–1753 | Angelika Eleonora z Rohanu, abatyše v Preaux a Marquette 1691–1753 | Angelika Eleonora z Rohanu, abatyše v Preaux a Marquette 1691–1753 | Angelika Eleonora z Rohanu, abatyše v Preaux a Marquette 1691–1753 | Angelika Eleonora z Rohanu, abatyše v Preaux a Marquette 1691–1753 | Angelika Eleonora z Rohanu, abatyše v Preaux a Marquette 1691–1753 |  |  |
|                                                                |                                                                |                                                                |                                                                |                                                                  |                                                                  |                                                                  |                                                                  |                                                                    |                                                                    |                                                                    |                                                                    |                                                                    |                                                                    |                                                                           |                                                                           |                                                                           |                                                                           |                                                                           |                                                                           |                                                                  |                                                                  |                                          |                                          |                                                        |                                                        |                                                        |                                                        |                                                          |                                                          |                                                          |                                                          |                                                            |                                                            |                                                            |                                                            |                                                                      |                                                                      |                                                                      |                                                                      |                                                                                |                                                                                |                                                                                |                                                                                |                                                                                |                                                                                |                                                                    |                                                                    |                                                                    |                                                                    |                                                   |                                                   |                                                   |                                                   |                                          |                                          |                                                              |                                                              |                                                              |                                                              |                                                              |                                                              |                                              |                                              |                                                             |                                                             |                                                             |                                                             |                                                             |                                                             |                                                            |                                                            |                                                            |                                                            |                                                   |                                                   |                                                             |                                                             |                                                             |                                                             |                                                                    |                                                                    |                                                                    |                                                                    |                                                                    |                                                                    |  |  |
|                                                                |                                                                |                                                                |                                                                |                                                                  |                                                                  |                                                                  |                                                                  |                                                                    |                                                                    |                                                                    |                                                                    |                                                                    |                                                                    |                                                                           |                                                                           |                                                                           |                                                                           |                                                                           |                                                                           |                                                                  |                                                                  |                                          |                                          |                                                        |                                                        |                                                        |                                                        |                                                          |                                                          |                                                          |                                                          |                                                            |                                                            |                                                            |                                                            |                                                                      |                                                                      |                                                                      |                                                                      |                                                                                |                                                                                |                                                                                |                                                                                |                                                                                |                                                                                |                                                                    |                                                                    |                                                                    |                                                                    |                                                   |                                                   |                                                   |                                                   |                                          |                                          |                                                              |                                                              |                                                              |                                                              |                                                              |                                                              |                                              |                                              |                                                             |                                                             |                                                             |                                                             |                                                             |                                                             |                                                            |                                                            |                                                            |                                                            |                                                   |                                                   |                                                             |                                                             |                                                             |                                                             |                                                                    |                                                                    |                                                                    |                                                                    |                                                                    |                                                                    |  |  |
| Jules Hercule Meriadec Rohan, 7. vévoda z Montbazonu 1726–1800 | Jules Hercule Meriadec Rohan, 7. vévoda z Montbazonu 1726–1800 | Jules Hercule Meriadec Rohan, 7. vévoda z Montbazonu 1726–1800 | Jules Hercule Meriadec Rohan, 7. vévoda z Montbazonu 1726–1800 | Jules Hercule Meriadec Rohan, 7. vévoda z Montbazonu 1726–1800   | Jules Hercule Meriadec Rohan, 7. vévoda z Montbazonu 1726–1800   |                                                                  |                                                                  | Marie Louise de La Tour d'Auvergne 1725–1793                       | Marie Louise de La Tour d'Auvergne 1725–1793                       | Marie Louise de La Tour d'Auvergne 1725–1793                       | Marie Louise de La Tour d'Auvergne 1725–1793                       | Marie Louise de La Tour d'Auvergne 1725–1793                       | Marie Louise de La Tour d'Auvergne 1725–1793                       |                                                                           |                                                                           | Louis Armand Constantine Rohan 1731–1794                                  | Louis Armand Constantine Rohan 1731–1794                                  | Louis Armand Constantine Rohan 1731–1794                                  | Louis Armand Constantine Rohan 1731–1794                                  | Louis Armand Constantine Rohan 1731–1794                         | Louis Armand Constantine Rohan 1731–1794                         |                                          |                                          | Louise Rosalie Le Tonnelier de Breteuil 1726/1727–1792 | Louise Rosalie Le Tonnelier de Breteuil 1726/1727–1792 | Louise Rosalie Le Tonnelier de Breteuil 1726/1727–1792 | Louise Rosalie Le Tonnelier de Breteuil 1726/1727–1792 | Louise Rosalie Le Tonnelier de Breteuil 1726/1727–1792   | Louise Rosalie Le Tonnelier de Breteuil 1726/1727–1792   |                                                          |                                                          | Louis René Edouard Rohan, štrasburský biskup 1734–1803     | Louis René Edouard Rohan, štrasburský biskup 1734–1803     | Louis René Edouard Rohan, štrasburský biskup 1734–1803     | Louis René Edouard Rohan, štrasburský biskup 1734–1803     | Louis René Edouard Rohan, štrasburský biskup 1734–1803               | Louis René Edouard Rohan, štrasburský biskup 1734–1803               |                                                                      |                                                                      | Ferdinand Maximilien Meriadec Rohan, arbibiskup v Bordeaux a Cambrai 1738–1813 | Ferdinand Maximilien Meriadec Rohan, arbibiskup v Bordeaux a Cambrai 1738–1813 | Ferdinand Maximilien Meriadec Rohan, arbibiskup v Bordeaux a Cambrai 1738–1813 | Ferdinand Maximilien Meriadec Rohan, arbibiskup v Bordeaux a Cambrai 1738–1813 | Ferdinand Maximilien Meriadec Rohan, arbibiskup v Bordeaux a Cambrai 1738–1813 | Ferdinand Maximilien Meriadec Rohan, arbibiskup v Bordeaux a Cambrai 1738–1813 |                                                                    |                                                                    |                                                                    |                                                                    |                                                   |                                                   |                                                   |                                                   |                                          |                                          |                                                              |                                                              |                                                              |                                                              |                                                              |                                                              |                                              |                                              |                                                             |                                                             |                                                             |                                                             | Charles Jules Armand Rohan 1729–1811                        | Charles Jules Armand Rohan 1729–1811                        | Charles Jules Armand Rohan 1729–1811                       | Charles Jules Armand Rohan 1729–1811                       | Charles Jules Armand Rohan 1729–1811                       | Charles Jules Armand Rohan 1729–1811                       |                                                   |                                                   | Marie Henriette d'Orleans-Rothelin 1744–1792                | Marie Henriette d'Orleans-Rothelin 1744–1792                | Marie Henriette d'Orleans-Rothelin 1744–1792                | Marie Henriette d'Orleans-Rothelin 1744–1792                | Marie Henriette d'Orleans-Rothelin 1744–1792                       | Marie Henriette d'Orleans-Rothelin 1744–1792                       |                                                                    |                                                                    |                                                                    |                                                                    |  |  |
| Jules Hercule Meriadec Rohan, 7. vévoda z Montbazonu 1726–1800 | Jules Hercule Meriadec Rohan, 7. vévoda z Montbazonu 1726–1800 | Jules Hercule Meriadec Rohan, 7. vévoda z Montbazonu 1726–1800 | Jules Hercule Meriadec Rohan, 7. vévoda z Montbazonu 1726–1800 | Jules Hercule Meriadec Rohan, 7. vévoda z Montbazonu 1726–1800   | Jules Hercule Meriadec Rohan, 7. vévoda z Montbazonu 1726–1800   |                                                                  |                                                                  | Marie Louise de La Tour d'Auvergne 1725–1793                       | Marie Louise de La Tour d'Auvergne 1725–1793                       | Marie Louise de La Tour d'Auvergne 1725–1793                       | Marie Louise de La Tour d'Auvergne 1725–1793                       | Marie Louise de La Tour d'Auvergne 1725–1793                       | Marie Louise de La Tour d'Auvergne 1725–1793                       |                                                                           |                                                                           | Louis Armand Constantine Rohan 1731–1794                                  | Louis Armand Constantine Rohan 1731–1794                                  | Louis Armand Constantine Rohan 1731–1794                                  | Louis Armand Constantine Rohan 1731–1794                                  | Louis Armand Constantine Rohan 1731–1794                         | Louis Armand Constantine Rohan 1731–1794                         |                                          |                                          | Louise Rosalie Le Tonnelier de Breteuil 1726/1727–1792 | Louise Rosalie Le Tonnelier de Breteuil 1726/1727–1792 | Louise Rosalie Le Tonnelier de Breteuil 1726/1727–1792 | Louise Rosalie Le Tonnelier de Breteuil 1726/1727–1792 | Louise Rosalie Le Tonnelier de Breteuil 1726/1727–1792   | Louise Rosalie Le Tonnelier de Breteuil 1726/1727–1792   |                                                          |                                                          | Louis René Edouard Rohan, štrasburský biskup 1734–1803     | Louis René Edouard Rohan, štrasburský biskup 1734–1803     | Louis René Edouard Rohan, štrasburský biskup 1734–1803     | Louis René Edouard Rohan, štrasburský biskup 1734–1803     | Louis René Edouard Rohan, štrasburský biskup 1734–1803               | Louis René Edouard Rohan, štrasburský biskup 1734–1803               |                                                                      |                                                                      | Ferdinand Maximilien Meriadec Rohan, arbibiskup v Bordeaux a Cambrai 1738–1813 | Ferdinand Maximilien Meriadec Rohan, arbibiskup v Bordeaux a Cambrai 1738–1813 | Ferdinand Maximilien Meriadec Rohan, arbibiskup v Bordeaux a Cambrai 1738–1813 | Ferdinand Maximilien Meriadec Rohan, arbibiskup v Bordeaux a Cambrai 1738–1813 | Ferdinand Maximilien Meriadec Rohan, arbibiskup v Bordeaux a Cambrai 1738–1813 | Ferdinand Maximilien Meriadec Rohan, arbibiskup v Bordeaux a Cambrai 1738–1813 |                                                                    |                                                                    |                                                                    |                                                                    |                                                   |                                                   |                                                   |                                                   |                                          |                                          |                                                              |                                                              |                                                              |                                                              |                                                              |                                                              |                                              |                                              |                                                             |                                                             |                                                             |                                                             | Charles Jules Armand Rohan 1729–1811                        | Charles Jules Armand Rohan 1729–1811                        | Charles Jules Armand Rohan 1729–1811                       | Charles Jules Armand Rohan 1729–1811                       | Charles Jules Armand Rohan 1729–1811                       | Charles Jules Armand Rohan 1729–1811                       |                                                   |                                                   | Marie Henriette d'Orleans-Rothelin 1744–1792                | Marie Henriette d'Orleans-Rothelin 1744–1792                | Marie Henriette d'Orleans-Rothelin 1744–1792                | Marie Henriette d'Orleans-Rothelin 1744–1792                | Marie Henriette d'Orleans-Rothelin 1744–1792                       | Marie Henriette d'Orleans-Rothelin 1744–1792                       |                                                                    |                                                                    |                                                                    |                                                                    |  |  |
|                                                                |                                                                |                                                                |                                                                |                                                                  |                                                                  |                                                                  |                                                                  |                                                                    |                                                                    |                                                                    |                                                                    |                                                                    |                                                                    |                                                                           |                                                                           |                                                                           |                                                                           |                                                                           |                                                                           |                                                                  |                                                                  |                                          |                                          |                                                        |                                                        |                                                        |                                                        |                                                          |                                                          |                                                          |                                                          |                                                            |                                                            |                                                            |                                                            |                                                                      |                                                                      |                                                                      |                                                                      |                                                                                |                                                                                |                                                                                |                                                                                |                                                                                |                                                                                |                                                                    |                                                                    |                                                                    |                                                                    |                                                   |                                                   |                                                   |                                                   |                                          |                                          |                                                              |                                                              |                                                              |                                                              |                                                              |                                                              |                                              |                                              |                                                             |                                                             |                                                             |                                                             |                                                             |                                                             |                                                            |                                                            |                                                            |                                                            |                                                   |                                                   |                                                             |                                                             |                                                             |                                                             |                                                                    |                                                                    |                                                                    |                                                                    |                                                                    |                                                                    |  |  |
|                                                                |                                                                |                                                                |                                                                |                                                                  |                                                                  |                                                                  |                                                                  |                                                                    |                                                                    |                                                                    |                                                                    |                                                                    |                                                                    |                                                                           |                                                                           |                                                                           |                                                                           |                                                                           |                                                                           |                                                                  |                                                                  |                                          |                                          |                                                        |                                                        |                                                        |                                                        |                                                          |                                                          |                                                          |                                                          |                                                            |                                                            |                                                            |                                                            |                                                                      |                                                                      |                                                                      |                                                                      |                                                                                |                                                                                |                                                                                |                                                                                |                                                                                |                                                                                |                                                                    |                                                                    |                                                                    |                                                                    |                                                   |                                                   |                                                   |                                                   |                                          |                                          |                                                              |                                                              |                                                              |                                                              |                                                              |                                                              |                                              |                                              |                                                             |                                                             |                                                             |                                                             |                                                             |                                                             |                                                            |                                                            |                                                            |                                                            |                                                   |                                                   |                                                             |                                                             |                                                             |                                                             |                                                                    |                                                                    |                                                                    |                                                                    |                                                                    |                                                                    |  |  |
|                                                                |                                                                |                                                                |                                                                | 1. Jindřich Ludvík Marie Rohan, 8. vévoda z Montbazonu 1745–1809 | 1. Jindřich Ludvík Marie Rohan, 8. vévoda z Montbazonu 1745–1809 | 1. Jindřich Ludvík Marie Rohan, 8. vévoda z Montbazonu 1745–1809 | 1. Jindřich Ludvík Marie Rohan, 8. vévoda z Montbazonu 1745–1809 | 1. Jindřich Ludvík Marie Rohan, 8. vévoda z Montbazonu 1745–1809   | 1. Jindřich Ludvík Marie Rohan, 8. vévoda z Montbazonu 1745–1809   |                                                                    |                                                                    | Viktorie z Rohan-Soubise 1743–1807                                 | Viktorie z Rohan-Soubise 1743–1807                                 | Viktorie z Rohan-Soubise 1743–1807                                        | Viktorie z Rohan-Soubise 1743–1807                                        | Viktorie z Rohan-Soubise 1743–1807                                        | Viktorie z Rohan-Soubise 1743–1807                                        |                                                                           |                                                                           |                                                                  |                                                                  |                                          |                                          |                                                        |                                                        |                                                        |                                                        |                                                          |                                                          |                                                          |                                                          |                                                            |                                                            |                                                            |                                                            |                                                                      |                                                                      |                                                                      |                                                                      |                                                                                |                                                                                |                                                                                |                                                                                |                                                                                |                                                                                |                                                                    |                                                                    |                                                                    |                                                                    |                                                   |                                                   |                                                   |                                                   |                                          |                                          |                                                              |                                                              |                                                              |                                                              | Charlotte Louise Dorothee z Rohanu 1767–1841                 | Charlotte Louise Dorothee z Rohanu 1767–1841                 | Charlotte Louise Dorothee z Rohanu 1767–1841 | Charlotte Louise Dorothee z Rohanu 1767–1841 | Charlotte Louise Dorothee z Rohanu 1767–1841                | Charlotte Louise Dorothee z Rohanu 1767–1841                |                                                             |                                                             | Louis Antoine Henri de Bourbon, vévoda d'Enghien 1772–1804  | Louis Antoine Henri de Bourbon, vévoda d'Enghien 1772–1804  | Louis Antoine Henri de Bourbon, vévoda d'Enghien 1772–1804 | Louis Antoine Henri de Bourbon, vévoda d'Enghien 1772–1804 | Louis Antoine Henri de Bourbon, vévoda d'Enghien 1772–1804 | Louis Antoine Henri de Bourbon, vévoda d'Enghien 1772–1804 |                                                   |                                                   | Louis Camille Jules Rohan, kanovník ve Štrasburku 1770–1794 | Louis Camille Jules Rohan, kanovník ve Štrasburku 1770–1794 | Louis Camille Jules Rohan, kanovník ve Štrasburku 1770–1794 | Louis Camille Jules Rohan, kanovník ve Štrasburku 1770–1794 | Louis Camille Jules Rohan, kanovník ve Štrasburku 1770–1794        | Louis Camille Jules Rohan, kanovník ve Štrasburku 1770–1794        |                                                                    |                                                                    |                                                                    |                                                                    |  |  |
|                                                                |                                                                |                                                                |                                                                | 1. Jindřich Ludvík Marie Rohan, 8. vévoda z Montbazonu 1745–1809 | 1. Jindřich Ludvík Marie Rohan, 8. vévoda z Montbazonu 1745–1809 | 1. Jindřich Ludvík Marie Rohan, 8. vévoda z Montbazonu 1745–1809 | 1. Jindřich Ludvík Marie Rohan, 8. vévoda z Montbazonu 1745–1809 | 1. Jindřich Ludvík Marie Rohan, 8. vévoda z Montbazonu 1745–1809   | 1. Jindřich Ludvík Marie Rohan, 8. vévoda z Montbazonu 1745–1809   |                                                                    |                                                                    | Viktorie z Rohan-Soubise 1743–1807                                 | Viktorie z Rohan-Soubise 1743–1807                                 | Viktorie z Rohan-Soubise 1743–1807                                        | Viktorie z Rohan-Soubise 1743–1807                                        | Viktorie z Rohan-Soubise 1743–1807                                        | Viktorie z Rohan-Soubise 1743–1807                                        |                                                                           |                                                                           |                                                                  |                                                                  |                                          |                                          |                                                        |                                                        |                                                        |                                                        |                                                          |                                                          |                                                          |                                                          |                                                            |                                                            |                                                            |                                                            |                                                                      |                                                                      |                                                                      |                                                                      |                                                                                |                                                                                |                                                                                |                                                                                |                                                                                |                                                                                |                                                                    |                                                                    |                                                                    |                                                                    |                                                   |                                                   |                                                   |                                                   |                                          |                                          |                                                              |                                                              |                                                              |                                                              | Charlotte Louise Dorothee z Rohanu 1767–1841                 | Charlotte Louise Dorothee z Rohanu 1767–1841                 | Charlotte Louise Dorothee z Rohanu 1767–1841 | Charlotte Louise Dorothee z Rohanu 1767–1841 | Charlotte Louise Dorothee z Rohanu 1767–1841                | Charlotte Louise Dorothee z Rohanu 1767–1841                |                                                             |                                                             | Louis Antoine Henri de Bourbon, vévoda d'Enghien 1772–1804  | Louis Antoine Henri de Bourbon, vévoda d'Enghien 1772–1804  | Louis Antoine Henri de Bourbon, vévoda d'Enghien 1772–1804 | Louis Antoine Henri de Bourbon, vévoda d'Enghien 1772–1804 | Louis Antoine Henri de Bourbon, vévoda d'Enghien 1772–1804 | Louis Antoine Henri de Bourbon, vévoda d'Enghien 1772–1804 |                                                   |                                                   | Louis Camille Jules Rohan, kanovník ve Štrasburku 1770–1794 | Louis Camille Jules Rohan, kanovník ve Štrasburku 1770–1794 | Louis Camille Jules Rohan, kanovník ve Štrasburku 1770–1794 | Louis Camille Jules Rohan, kanovník ve Štrasburku 1770–1794 | Louis Camille Jules Rohan, kanovník ve Štrasburku 1770–1794        | Louis Camille Jules Rohan, kanovník ve Štrasburku 1770–1794        |                                                                    |                                                                    |                                                                    |                                                                    |  |  |
|                                                                |                                                                |                                                                |                                                                |                                                                  |                                                                  |                                                                  |                                                                  |                                                                    |                                                                    |                                                                    |                                                                    |                                                                    |                                                                    |                                                                           |                                                                           |                                                                           |                                                                           |                                                                           |                                                                           |                                                                  |                                                                  |                                          |                                          |                                                        |                                                        |                                                        |                                                        |                                                          |                                                          |                                                          |                                                          |                                                            |                                                            |                                                            |                                                            |                                                                      |                                                                      |                                                                      |                                                                      |                                                                                |                                                                                |                                                                                |                                                                                |                                                                                |                                                                                |                                                                    |                                                                    |                                                                    |                                                                    |                                                   |                                                   |                                                   |                                                   |                                          |                                          |                                                              |                                                              |                                                              |                                                              |                                                              |                                                              |                                              |                                              |                                                             |                                                             |                                                             |                                                             |                                                             |                                                             |                                                            |                                                            |                                                            |                                                            |                                                   |                                                   |                                                             |                                                             |                                                             |                                                             |                                                                    |                                                                    |                                                                    |                                                                    |                                                                    |                                                                    |  |  |
|                                                                |                                                                |                                                                |                                                                |                                                                  |                                                                  |                                                                  |                                                                  |                                                                    |                                                                    |                                                                    |                                                                    |                                                                    |                                                                    |                                                                           |                                                                           |                                                                           |                                                                           |                                                                           |                                                                           |                                                                  |                                                                  |                                          |                                          |                                                        |                                                        |                                                        |                                                        |                                                          |                                                          |                                                          |                                                          |                                                            |                                                            |                                                            |                                                            |                                                                      |                                                                      |                                                                      |                                                                      |                                                                                |                                                                                |                                                                                |                                                                                |                                                                                |                                                                                |                                                                    |                                                                    |                                                                    |                                                                    |                                                   |                                                   |                                                   |                                                   |                                          |                                          |                                                              |                                                              |                                                              |                                                              |                                                              |                                                              |                                              |                                              |                                                             |                                                             |                                                             |                                                             |                                                             |                                                             |                                                            |                                                            |                                                            |                                                            |                                                   |                                                   |                                                             |                                                             |                                                             |                                                             |                                                                    |                                                                    |                                                                    |                                                                    |                                                                    |                                                                    |  |  |
| 2. Louise Aglae de Conflans d'Armentieres 1763–1819            | 2. Louise Aglae de Conflans d'Armentieres 1763–1819            | 2. Louise Aglae de Conflans d'Armentieres 1763–1819            | 2. Louise Aglae de Conflans d'Armentieres 1763–1819            | 2. Louise Aglae de Conflans d'Armentieres 1763–1819              | 2. Louise Aglae de Conflans d'Armentieres 1763–1819              |                                                                  |                                                                  | 4. Charles Alain Gabriel Rohan, 9. vévoda z Montbazonu 1764–1836   | 4. Charles Alain Gabriel Rohan, 9. vévoda z Montbazonu 1764–1836   | 4. Charles Alain Gabriel Rohan, 9. vévoda z Montbazonu 1764–1836   | 4. Charles Alain Gabriel Rohan, 9. vévoda z Montbazonu 1764–1836   | 4. Charles Alain Gabriel Rohan, 9. vévoda z Montbazonu 1764–1836   | 4. Charles Alain Gabriel Rohan, 9. vévoda z Montbazonu 1764–1836   |                                                                           |                                                                           |                                                                           |                                                                           |                                                                           |                                                                           | I. 3. Jules Armand Louis Rohan 1768–1836                         | I. 3. Jules Armand Louis Rohan 1768–1836                         | I. 3. Jules Armand Louis Rohan 1768–1836 | I. 3. Jules Armand Louis Rohan 1768–1836 | I. 3. Jules Armand Louis Rohan 1768–1836               | I. 3. Jules Armand Louis Rohan 1768–1836               |                                                        |                                                        | Kateřina Vilemína Kuronská, zaháňská vévodkyně 1781–1839 | Kateřina Vilemína Kuronská, zaháňská vévodkyně 1781–1839 | Kateřina Vilemína Kuronská, zaháňská vévodkyně 1781–1839 | Kateřina Vilemína Kuronská, zaháňská vévodkyně 1781–1839 | Kateřina Vilemína Kuronská, zaháňská vévodkyně 1781–1839   | Kateřina Vilemína Kuronská, zaháňská vévodkyně 1781–1839   |                                                            |                                                            | II. Vasil Sergejevič Trubeckoj 1776-1841                             | II. Vasil Sergejevič Trubeckoj 1776-1841                             | II. Vasil Sergejevič Trubeckoj 1776-1841                             | II. Vasil Sergejevič Trubeckoj 1776-1841                             | II. Vasil Sergejevič Trubeckoj 1776-1841                                       | II. Vasil Sergejevič Trubeckoj 1776-1841                                       |                                                                                |                                                                                | 5. Marie Louise Josephine z Rohan-Guémené 1765–1839                            | 5. Marie Louise Josephine z Rohan-Guémené 1765–1839                            | 5. Marie Louise Josephine z Rohan-Guémené 1765–1839                | 5. Marie Louise Josephine z Rohan-Guémené 1765–1839                | 5. Marie Louise Josephine z Rohan-Guémené 1765–1839                | 5. Marie Louise Josephine z Rohan-Guémené 1765–1839                |                                                   |                                                   | Charles Louis Gaspard Rohan 1765–1843             | Charles Louis Gaspard Rohan 1765–1843             | Charles Louis Gaspard Rohan 1765–1843    | Charles Louis Gaspard Rohan 1765–1843    | Charles Louis Gaspard Rohan 1765–1843                        | Charles Louis Gaspard Rohan 1765–1843                        |                                                              |                                                              |                                                              |                                                              |                                              |                                              |                                                             |                                                             |                                                             |                                                             |                                                             |                                                             |                                                            |                                                            |                                                            |                                                            |                                                   |                                                   |                                                             |                                                             |                                                             |                                                             |                                                                    |                                                                    |                                                                    |                                                                    |                                                                    |                                                                    |  |  |
| 2. Louise Aglae de Conflans d'Armentieres 1763–1819            | 2. Louise Aglae de Conflans d'Armentieres 1763–1819            | 2. Louise Aglae de Conflans d'Armentieres 1763–1819            | 2. Louise Aglae de Conflans d'Armentieres 1763–1819            | 2. Louise Aglae de Conflans d'Armentieres 1763–1819              | 2. Louise Aglae de Conflans d'Armentieres 1763–1819              |                                                                  |                                                                  | 4. Charles Alain Gabriel Rohan, 9. vévoda z Montbazonu 1764–1836   | 4. Charles Alain Gabriel Rohan, 9. vévoda z Montbazonu 1764–1836   | 4. Charles Alain Gabriel Rohan, 9. vévoda z Montbazonu 1764–1836   | 4. Charles Alain Gabriel Rohan, 9. vévoda z Montbazonu 1764–1836   | 4. Charles Alain Gabriel Rohan, 9. vévoda z Montbazonu 1764–1836   | 4. Charles Alain Gabriel Rohan, 9. vévoda z Montbazonu 1764–1836   |                                                                           |                                                                           |                                                                           |                                                                           |                                                                           |                                                                           | I. 3. Jules Armand Louis Rohan 1768–1836                         | I. 3. Jules Armand Louis Rohan 1768–1836                         | I. 3. Jules Armand Louis Rohan 1768–1836 | I. 3. Jules Armand Louis Rohan 1768–1836 | I. 3. Jules Armand Louis Rohan 1768–1836               | I. 3. Jules Armand Louis Rohan 1768–1836               |                                                        |                                                        | Kateřina Vilemína Kuronská, zaháňská vévodkyně 1781–1839 | Kateřina Vilemína Kuronská, zaháňská vévodkyně 1781–1839 | Kateřina Vilemína Kuronská, zaháňská vévodkyně 1781–1839 | Kateřina Vilemína Kuronská, zaháňská vévodkyně 1781–1839 | Kateřina Vilemína Kuronská, zaháňská vévodkyně 1781–1839   | Kateřina Vilemína Kuronská, zaháňská vévodkyně 1781–1839   |                                                            |                                                            | II. Vasil Sergejevič Trubeckoj 1776-1841                             | II. Vasil Sergejevič Trubeckoj 1776-1841                             | II. Vasil Sergejevič Trubeckoj 1776-1841                             | II. Vasil Sergejevič Trubeckoj 1776-1841                             | II. Vasil Sergejevič Trubeckoj 1776-1841                                       | II. Vasil Sergejevič Trubeckoj 1776-1841                                       |                                                                                |                                                                                | 5. Marie Louise Josephine z Rohan-Guémené 1765–1839                            | 5. Marie Louise Josephine z Rohan-Guémené 1765–1839                            | 5. Marie Louise Josephine z Rohan-Guémené 1765–1839                | 5. Marie Louise Josephine z Rohan-Guémené 1765–1839                | 5. Marie Louise Josephine z Rohan-Guémené 1765–1839                | 5. Marie Louise Josephine z Rohan-Guémené 1765–1839                |                                                   |                                                   | Charles Louis Gaspard Rohan 1765–1843             | Charles Louis Gaspard Rohan 1765–1843             | Charles Louis Gaspard Rohan 1765–1843    | Charles Louis Gaspard Rohan 1765–1843    | Charles Louis Gaspard Rohan 1765–1843                        | Charles Louis Gaspard Rohan 1765–1843                        |                                                              |                                                              |                                                              |                                                              |                                              |                                              |                                                             |                                                             |                                                             |                                                             |                                                             |                                                             |                                                            |                                                            |                                                            |                                                            |                                                   |                                                   |                                                             |                                                             |                                                             |                                                             |                                                                    |                                                                    |                                                                    |                                                                    |                                                                    |                                                                    |  |  |
|                                                                |                                                                |                                                                |                                                                |                                                                  |                                                                  |                                                                  |                                                                  |                                                                    |                                                                    |                                                                    |                                                                    |                                                                    |                                                                    |                                                                           |                                                                           |                                                                           |                                                                           |                                                                           |                                                                           |                                                                  |                                                                  |                                          |                                          |                                                        |                                                        |                                                        |                                                        |                                                          |                                                          |                                                          |                                                          |                                                            |                                                            |                                                            |                                                            |                                                                      |                                                                      |                                                                      |                                                                      |                                                                                |                                                                                |                                                                                |                                                                                |                                                                                |                                                                                |                                                                    |                                                                    |                                                                    |                                                                    |                                                   |                                                   |                                                   |                                                   |                                          |                                          |                                                              |                                                              |                                                              |                                                              |                                                              |                                                              |                                              |                                              |                                                             |                                                             |                                                             |                                                             |                                                             |                                                             |                                                            |                                                            |                                                            |                                                            |                                                   |                                                   |                                                             |                                                             |                                                             |                                                             |                                                                    |                                                                    |                                                                    |                                                                    |                                                                    |                                                                    |  |  |
|                                                                |                                                                |                                                                |                                                                |                                                                  |                                                                  |                                                                  |                                                                  |                                                                    |                                                                    |                                                                    |                                                                    |                                                                    |                                                                    |                                                                           |                                                                           |                                                                           |                                                                           |                                                                           |                                                                           |                                                                  |                                                                  |                                          |                                          |                                                        |                                                        |                                                        |                                                        |                                                          |                                                          |                                                          |                                                          |                                                            |                                                            |                                                            |                                                            |                                                                      |                                                                      |                                                                      |                                                                      |                                                                                |                                                                                |                                                                                |                                                                                |                                                                                |                                                                                |                                                                    |                                                                    |                                                                    |                                                                    |                                                   |                                                   |                                                   |                                                   |                                          |                                          |                                                              |                                                              |                                                              |                                                              |                                                              |                                                              |                                              |                                              |                                                             |                                                             |                                                             |                                                             |                                                             |                                                             |                                                            |                                                            |                                                            |                                                            |                                                   |                                                   |                                                             |                                                             |                                                             |                                                             |                                                                    |                                                                    |                                                                    |                                                                    |                                                                    |                                                                    |  |  |
|                                                                |                                                                |                                                                |                                                                | 6. Berthe z Rohanu 1782–1841                                     | 6. Berthe z Rohanu 1782–1841                                     | 6. Berthe z Rohanu 1782–1841                                     | 6. Berthe z Rohanu 1782–1841                                     | 6. Berthe z Rohanu 1782–1841                                       | 6. Berthe z Rohanu 1782–1841                                       |                                                                    |                                                                    |                                                                    |                                                                    | 8. Louis Victor Meriadec Rohan-Guémené, 10. vévoda z Montbazonu 1766–1846 | 8. Louis Victor Meriadec Rohan-Guémené, 10. vévoda z Montbazonu 1766–1846 | 8. Louis Victor Meriadec Rohan-Guémené, 10. vévoda z Montbazonu 1766–1846 | 8. Louis Victor Meriadec Rohan-Guémené, 10. vévoda z Montbazonu 1766–1846 | 8. Louis Victor Meriadec Rohan-Guémené, 10. vévoda z Montbazonu 1766–1846 | 8. Louis Victor Meriadec Rohan-Guémené, 10. vévoda z Montbazonu 1766–1846 |                                                                  |                                                                  |                                          |                                          |                                                        |                                                        |                                                        |                                                        |                                                          |                                                          |                                                          |                                                          |                                                            |                                                            |                                                            |                                                            | 23. Camille Philippe Joseph Rohan, 11. vévoda z Montbazonu 1800–1892 | 23. Camille Philippe Joseph Rohan, 11. vévoda z Montbazonu 1800–1892 | 23. Camille Philippe Joseph Rohan, 11. vévoda z Montbazonu 1800–1892 | 23. Camille Philippe Joseph Rohan, 11. vévoda z Montbazonu 1800–1892 | 23. Camille Philippe Joseph Rohan, 11. vévoda z Montbazonu 1800–1892           | 23. Camille Philippe Joseph Rohan, 11. vévoda z Montbazonu 1800–1892           |                                                                                |                                                                                | 16. Adelheid z Löwenstein-Wertheim-Rosenbergu 1806–1884                        | 16. Adelheid z Löwenstein-Wertheim-Rosenbergu 1806–1884                        | 16. Adelheid z Löwenstein-Wertheim-Rosenbergu 1806–1884            | 16. Adelheid z Löwenstein-Wertheim-Rosenbergu 1806–1884            | 16. Adelheid z Löwenstein-Wertheim-Rosenbergu 1806–1884            | 16. Adelheid z Löwenstein-Wertheim-Rosenbergu 1806–1884            |                                                   |                                                   | 7. Benjamin Armand Jules Rohan 1804–1846          | 7. Benjamin Armand Jules Rohan 1804–1846          | 7. Benjamin Armand Jules Rohan 1804–1846 | 7. Benjamin Armand Jules Rohan 1804–1846 | 7. Benjamin Armand Jules Rohan 1804–1846                     | 7. Benjamin Armand Jules Rohan 1804–1846                     |                                                              |                                                              | 15. Štěpánka z Croy 1805–1884                                | 15. Štěpánka z Croy 1805–1884                                | 15. Štěpánka z Croy 1805–1884                | 15. Štěpánka z Croy 1805–1884                | 15. Štěpánka z Croy 1805–1884                               | 15. Štěpánka z Croy 1805–1884                               |                                                             |                                                             | 13. Gasparine z Rohanu 1798–1817                            | 13. Gasparine z Rohanu 1798–1817                            | 13. Gasparine z Rohanu 1798–1817                           | 13. Gasparine z Rohanu 1798–1817                           | 13. Gasparine z Rohanu 1798–1817                           | 13. Gasparine z Rohanu 1798–1817                           |                                                   |                                                   | Jindřich XIX. Reuss zu Greiz 1798–1817                      | Jindřich XIX. Reuss zu Greiz 1798–1817                      | Jindřich XIX. Reuss zu Greiz 1798–1817                      | Jindřich XIX. Reuss zu Greiz 1798–1817                      | Jindřich XIX. Reuss zu Greiz 1798–1817                             | Jindřich XIX. Reuss zu Greiz 1798–1817                             |                                                                    |                                                                    |                                                                    |                                                                    |  |  |
|                                                                |                                                                |                                                                |                                                                | 6. Berthe z Rohanu 1782–1841                                     | 6. Berthe z Rohanu 1782–1841                                     | 6. Berthe z Rohanu 1782–1841                                     | 6. Berthe z Rohanu 1782–1841                                     | 6. Berthe z Rohanu 1782–1841                                       | 6. Berthe z Rohanu 1782–1841                                       |                                                                    |                                                                    |                                                                    |                                                                    | 8. Louis Victor Meriadec Rohan-Guémené, 10. vévoda z Montbazonu 1766–1846 | 8. Louis Victor Meriadec Rohan-Guémené, 10. vévoda z Montbazonu 1766–1846 | 8. Louis Victor Meriadec Rohan-Guémené, 10. vévoda z Montbazonu 1766–1846 | 8. Louis Victor Meriadec Rohan-Guémené, 10. vévoda z Montbazonu 1766–1846 | 8. Louis Victor Meriadec Rohan-Guémené, 10. vévoda z Montbazonu 1766–1846 | 8. Louis Victor Meriadec Rohan-Guémené, 10. vévoda z Montbazonu 1766–1846 |                                                                  |                                                                  |                                          |                                          |                                                        |                                                        |                                                        |                                                        |                                                          |                                                          |                                                          |                                                          |                                                            |                                                            |                                                            |                                                            | 23. Camille Philippe Joseph Rohan, 11. vévoda z Montbazonu 1800–1892 | 23. Camille Philippe Joseph Rohan, 11. vévoda z Montbazonu 1800–1892 | 23. Camille Philippe Joseph Rohan, 11. vévoda z Montbazonu 1800–1892 | 23. Camille Philippe Joseph Rohan, 11. vévoda z Montbazonu 1800–1892 | 23. Camille Philippe Joseph Rohan, 11. vévoda z Montbazonu 1800–1892           | 23. Camille Philippe Joseph Rohan, 11. vévoda z Montbazonu 1800–1892           |                                                                                |                                                                                | 16. Adelheid z Löwenstein-Wertheim-Rosenbergu 1806–1884                        | 16. Adelheid z Löwenstein-Wertheim-Rosenbergu 1806–1884                        | 16. Adelheid z Löwenstein-Wertheim-Rosenbergu 1806–1884            | 16. Adelheid z Löwenstein-Wertheim-Rosenbergu 1806–1884            | 16. Adelheid z Löwenstein-Wertheim-Rosenbergu 1806–1884            | 16. Adelheid z Löwenstein-Wertheim-Rosenbergu 1806–1884            |                                                   |                                                   | 7. Benjamin Armand Jules Rohan 1804–1846          | 7. Benjamin Armand Jules Rohan 1804–1846          | 7. Benjamin Armand Jules Rohan 1804–1846 | 7. Benjamin Armand Jules Rohan 1804–1846 | 7. Benjamin Armand Jules Rohan 1804–1846                     | 7. Benjamin Armand Jules Rohan 1804–1846                     |                                                              |                                                              | 15. Štěpánka z Croy 1805–1884                                | 15. Štěpánka z Croy 1805–1884                                | 15. Štěpánka z Croy 1805–1884                | 15. Štěpánka z Croy 1805–1884                | 15. Štěpánka z Croy 1805–1884                               | 15. Štěpánka z Croy 1805–1884                               |                                                             |                                                             | 13. Gasparine z Rohanu 1798–1817                            | 13. Gasparine z Rohanu 1798–1817                            | 13. Gasparine z Rohanu 1798–1817                           | 13. Gasparine z Rohanu 1798–1817                           | 13. Gasparine z Rohanu 1798–1817                           | 13. Gasparine z Rohanu 1798–1817                           |                                                   |                                                   | Jindřich XIX. Reuss zu Greiz 1798–1817                      | Jindřich XIX. Reuss zu Greiz 1798–1817                      | Jindřich XIX. Reuss zu Greiz 1798–1817                      | Jindřich XIX. Reuss zu Greiz 1798–1817                      | Jindřich XIX. Reuss zu Greiz 1798–1817                             | Jindřich XIX. Reuss zu Greiz 1798–1817                             |                                                                    |                                                                    |                                                                    |                                                                    |  |  |
|                                                                |                                                                |                                                                |                                                                |                                                                  |                                                                  |                                                                  |                                                                  |                                                                    |                                                                    |                                                                    |                                                                    |                                                                    |                                                                    |                                                                           |                                                                           |                                                                           |                                                                           |                                                                           |                                                                           |                                                                  |                                                                  |                                          |                                          |                                                        |                                                        |                                                        |                                                        |                                                          |                                                          |                                                          |                                                          |                                                            |                                                            |                                                            |                                                            |                                                                      |                                                                      |                                                                      |                                                                      |                                                                                |                                                                                |                                                                                |                                                                                |                                                                                |                                                                                |                                                                    |                                                                    |                                                                    |                                                                    |                                                   |                                                   |                                                   |                                                   |                                          |                                          |                                                              |                                                              |                                                              |                                                              |                                                              |                                                              |                                              |                                              |                                                             |                                                             |                                                             |                                                             |                                                             |                                                             |                                                            |                                                            |                                                            |                                                            |                                                   |                                                   |                                                             |                                                             |                                                             |                                                             |                                                                    |                                                                    |                                                                    |                                                                    |                                                                    |                                                                    |  |  |
|                                                                |                                                                |                                                                |                                                                |                                                                  |                                                                  |                                                                  |                                                                  |                                                                    |                                                                    |                                                                    |                                                                    |                                                                    |                                                                    |                                                                           |                                                                           |                                                                           |                                                                           |                                                                           |                                                                           |                                                                  |                                                                  |                                          |                                          |                                                        |                                                        |                                                        |                                                        |                                                          |                                                          |                                                          |                                                          |                                                            |                                                            |                                                            |                                                            |                                                                      |                                                                      |                                                                      |                                                                      |                                                                                |                                                                                |                                                                                |                                                                                |                                                                                |                                                                                |                                                                    |                                                                    |                                                                    |                                                                    |                                                   |                                                   |                                                   |                                                   |                                          |                                          |                                                              |                                                              |                                                              |                                                              |                                                              |                                                              |                                              |                                              |                                                             |                                                             |                                                             |                                                             |                                                             |                                                             |                                                            |                                                            |                                                            |                                                            |                                                   |                                                   |                                                             |                                                             |                                                             |                                                             |                                                                    |                                                                    |                                                                    |                                                                    |                                                                    |                                                                    |  |  |
|                                                                |                                                                |                                                                |                                                                |                                                                  |                                                                  |                                                                  |                                                                  | Arthur Karl Ludwig Rohan 1826–1885                                 | Arthur Karl Ludwig Rohan 1826–1885                                 | Arthur Karl Ludwig Rohan 1826–1885                                 | Arthur Karl Ludwig Rohan 1826–1885                                 | Arthur Karl Ludwig Rohan 1826–1885                                 | Arthur Karl Ludwig Rohan 1826–1885                                 |                                                                           |                                                                           | 20. Gabriela z Waldstein-Wartenbergu 1827–1890                            | 20. Gabriela z Waldstein-Wartenbergu 1827–1890                            | 20. Gabriela z Waldstein-Wartenbergu 1827–1890                            | 20. Gabriela z Waldstein-Wartenbergu 1827–1890                            | 20. Gabriela z Waldstein-Wartenbergu 1827–1890                   | 20. Gabriela z Waldstein-Wartenbergu 1827–1890                   |                                          |                                          | 19. Viktor Ludvík August Rohan 1827–1889               | 19. Viktor Ludvík August Rohan 1827–1889               | 19. Viktor Ludvík August Rohan 1827–1889               | 19. Viktor Ludvík August Rohan 1827–1889               | 19. Viktor Ludvík August Rohan 1827–1889                 | 19. Viktor Ludvík August Rohan 1827–1889                 |                                                          |                                                          | Marie z Degenfeld-Schonburgu 1851–1924                     | Marie z Degenfeld-Schonburgu 1851–1924                     | Marie z Degenfeld-Schonburgu 1851–1924                     | Marie z Degenfeld-Schonburgu 1851–1924                     | Marie z Degenfeld-Schonburgu 1851–1924                               | Marie z Degenfeld-Schonburgu 1851–1924                               |                                                                      |                                                                      | 10. Alain Gustav Viktor Rohan 1829–1857                                        | 10. Alain Gustav Viktor Rohan 1829–1857                                        | 10. Alain Gustav Viktor Rohan 1829–1857                                        | 10. Alain Gustav Viktor Rohan 1829–1857                                        | 10. Alain Gustav Viktor Rohan 1829–1857                                        | 10. Alain Gustav Viktor Rohan 1829–1857                                        |                                                                    |                                                                    | 25. Benjamin Maria Antonín Rohan 1835–1900                         | 25. Benjamin Maria Antonín Rohan 1835–1900                         | 25. Benjamin Maria Antonín Rohan 1835–1900        | 25. Benjamin Maria Antonín Rohan 1835–1900        | 25. Benjamin Maria Antonín Rohan 1835–1900        | 25. Benjamin Maria Antonín Rohan 1835–1900        |                                          |                                          | Ameline Julie Marie Mahé de Kérouant 1828–1905               | Ameline Julie Marie Mahé de Kérouant 1828–1905               | Ameline Julie Marie Mahé de Kérouant 1828–1905               | Ameline Julie Marie Mahé de Kérouant 1828–1905               | Ameline Julie Marie Mahé de Kérouant 1828–1905               | Ameline Julie Marie Mahé de Kérouant 1828–1905               |                                              |                                              | 21. Ludvík Antonín Benjamin Rohan 1833–1891 LINIE CHOUSTNÍK | 21. Ludvík Antonín Benjamin Rohan 1833–1891 LINIE CHOUSTNÍK | 21. Ludvík Antonín Benjamin Rohan 1833–1891 LINIE CHOUSTNÍK | 21. Ludvík Antonín Benjamin Rohan 1833–1891 LINIE CHOUSTNÍK | 21. Ludvík Antonín Benjamin Rohan 1833–1891 LINIE CHOUSTNÍK | 21. Ludvík Antonín Benjamin Rohan 1833–1891 LINIE CHOUSTNÍK |                                                            |                                                            | 24. Helena z Auerspergu 1836–1897                          | 24. Helena z Auerspergu 1836–1897                          | 24. Helena z Auerspergu 1836–1897                 | 24. Helena z Auerspergu 1836–1897                 | 24. Helena z Auerspergu 1836–1897                           | 24. Helena z Auerspergu 1836–1897                           |                                                             |                                                             |                                                                    |                                                                    |                                                                    |                                                                    |                                                                    |                                                                    |  |  |
|                                                                |                                                                |                                                                |                                                                |                                                                  |                                                                  |                                                                  |                                                                  | Arthur Karl Ludwig Rohan 1826–1885                                 | Arthur Karl Ludwig Rohan 1826–1885                                 | Arthur Karl Ludwig Rohan 1826–1885                                 | Arthur Karl Ludwig Rohan 1826–1885                                 | Arthur Karl Ludwig Rohan 1826–1885                                 | Arthur Karl Ludwig Rohan 1826–1885                                 |                                                                           |                                                                           | 20. Gabriela z Waldstein-Wartenbergu 1827–1890                            | 20. Gabriela z Waldstein-Wartenbergu 1827–1890                            | 20. Gabriela z Waldstein-Wartenbergu 1827–1890                            | 20. Gabriela z Waldstein-Wartenbergu 1827–1890                            | 20. Gabriela z Waldstein-Wartenbergu 1827–1890                   | 20. Gabriela z Waldstein-Wartenbergu 1827–1890                   |                                          |                                          | 19. Viktor Ludvík August Rohan 1827–1889               | 19. Viktor Ludvík August Rohan 1827–1889               | 19. Viktor Ludvík August Rohan 1827–1889               | 19. Viktor Ludvík August Rohan 1827–1889               | 19. Viktor Ludvík August Rohan 1827–1889                 | 19. Viktor Ludvík August Rohan 1827–1889                 |                                                          |                                                          | Marie z Degenfeld-Schonburgu 1851–1924                     | Marie z Degenfeld-Schonburgu 1851–1924                     | Marie z Degenfeld-Schonburgu 1851–1924                     | Marie z Degenfeld-Schonburgu 1851–1924                     | Marie z Degenfeld-Schonburgu 1851–1924                               | Marie z Degenfeld-Schonburgu 1851–1924                               |                                                                      |                                                                      | 10. Alain Gustav Viktor Rohan 1829–1857                                        | 10. Alain Gustav Viktor Rohan 1829–1857                                        | 10. Alain Gustav Viktor Rohan 1829–1857                                        | 10. Alain Gustav Viktor Rohan 1829–1857                                        | 10. Alain Gustav Viktor Rohan 1829–1857                                        | 10. Alain Gustav Viktor Rohan 1829–1857                                        |                                                                    |                                                                    | 25. Benjamin Maria Antonín Rohan 1835–1900                         | 25. Benjamin Maria Antonín Rohan 1835–1900                         | 25. Benjamin Maria Antonín Rohan 1835–1900        | 25. Benjamin Maria Antonín Rohan 1835–1900        | 25. Benjamin Maria Antonín Rohan 1835–1900        | 25. Benjamin Maria Antonín Rohan 1835–1900        |                                          |                                          | Ameline Julie Marie Mahé de Kérouant 1828–1905               | Ameline Julie Marie Mahé de Kérouant 1828–1905               | Ameline Julie Marie Mahé de Kérouant 1828–1905               | Ameline Julie Marie Mahé de Kérouant 1828–1905               | Ameline Julie Marie Mahé de Kérouant 1828–1905               | Ameline Julie Marie Mahé de Kérouant 1828–1905               |                                              |                                              | 21. Ludvík Antonín Benjamin Rohan 1833–1891 LINIE CHOUSTNÍK | 21. Ludvík Antonín Benjamin Rohan 1833–1891 LINIE CHOUSTNÍK | 21. Ludvík Antonín Benjamin Rohan 1833–1891 LINIE CHOUSTNÍK | 21. Ludvík Antonín Benjamin Rohan 1833–1891 LINIE CHOUSTNÍK | 21. Ludvík Antonín Benjamin Rohan 1833–1891 LINIE CHOUSTNÍK | 21. Ludvík Antonín Benjamin Rohan 1833–1891 LINIE CHOUSTNÍK |                                                            |                                                            | 24. Helena z Auerspergu 1836–1897                          | 24. Helena z Auerspergu 1836–1897                          | 24. Helena z Auerspergu 1836–1897                 | 24. Helena z Auerspergu 1836–1897                 | 24. Helena z Auerspergu 1836–1897                           | 24. Helena z Auerspergu 1836–1897                           |                                                             |                                                             |                                                                    |                                                                    |                                                                    |                                                                    |                                                                    |                                                                    |  |  |
|                                                                |                                                                |                                                                |                                                                |                                                                  |                                                                  |                                                                  |                                                                  |                                                                    |                                                                    |                                                                    |                                                                    |                                                                    |                                                                    |                                                                           |                                                                           |                                                                           |                                                                           |                                                                           |                                                                           |                                                                  |                                                                  |                                          |                                          |                                                        |                                                        |                                                        |                                                        |                                                          |                                                          |                                                          |                                                          |                                                            |                                                            |                                                            |                                                            |                                                                      |                                                                      |                                                                      |                                                                      |                                                                                |                                                                                |                                                                                |                                                                                |                                                                                |                                                                                |                                                                    |                                                                    |                                                                    |                                                                    |                                                   |                                                   |                                                   |                                                   |                                          |                                          |                                                              |                                                              |                                                              |                                                              |                                                              |                                                              |                                              |                                              |                                                             |                                                             |                                                             |                                                             |                                                             |                                                             |                                                            |                                                            |                                                            |                                                            |                                                   |                                                   |                                                             |                                                             |                                                             |                                                             |                                                                    |                                                                    |                                                                    |                                                                    |                                                                    |                                                                    |  |  |
|                                                                |                                                                |                                                                |                                                                |                                                                  |                                                                  |                                                                  |                                                                  |                                                                    |                                                                    |                                                                    |                                                                    |                                                                    |                                                                    |                                                                           |                                                                           |                                                                           |                                                                           |                                                                           |                                                                           |                                                                  |                                                                  |                                          |                                          |                                                        |                                                        |                                                        |                                                        |                                                          |                                                          |                                                          |                                                          |                                                            |                                                            |                                                            |                                                            |                                                                      |                                                                      |                                                                      |                                                                      |                                                                                |                                                                                |                                                                                |                                                                                |                                                                                |                                                                                |                                                                    |                                                                    |                                                                    |                                                                    |                                                   |                                                   |                                                   |                                                   |                                          |                                          |                                                              |                                                              |                                                              |                                                              |                                                              |                                                              |                                              |                                              |                                                             |                                                             |                                                             |                                                             |                                                             |                                                             |                                                            |                                                            |                                                            |                                                            |                                                   |                                                   |                                                             |                                                             |                                                             |                                                             |                                                                    |                                                                    |                                                                    |                                                                    |                                                                    |                                                                    |  |  |
| 9. Karel Viktor Alan Rohan 1851–1852                           | 9. Karel Viktor Alan Rohan 1851–1852                           | 9. Karel Viktor Alan Rohan 1851–1852                           | 9. Karel Viktor Alan Rohan 1851–1852                           | 9. Karel Viktor Alan Rohan 1851–1852                             | 9. Karel Viktor Alan Rohan 1851–1852                             |                                                                  |                                                                  | 29. Alain Benjamin Arthur Rohan, 12. vévoda z Montbazonu 1853–1914 | 29. Alain Benjamin Arthur Rohan, 12. vévoda z Montbazonu 1853–1914 | 29. Alain Benjamin Arthur Rohan, 12. vévoda z Montbazonu 1853–1914 | 29. Alain Benjamin Arthur Rohan, 12. vévoda z Montbazonu 1853–1914 | 29. Alain Benjamin Arthur Rohan, 12. vévoda z Montbazonu 1853–1914 | 29. Alain Benjamin Arthur Rohan, 12. vévoda z Montbazonu 1853–1914 |                                                                           |                                                                           | 30. Johanna z Auerspergu 1860–1922                                        | 30. Johanna z Auerspergu 1860–1922                                        | 30. Johanna z Auerspergu 1860–1922                                        | 30. Johanna z Auerspergu 1860–1922                                        | 30. Johanna z Auerspergu 1860–1922                               | 30. Johanna z Auerspergu 1860–1922                               |                                          |                                          | 11. Gabriela z Rohanu */† 1862                         | 11. Gabriela z Rohanu */† 1862                         | 11. Gabriela z Rohanu */† 1862                         | 11. Gabriela z Rohanu */† 1862                         | 11. Gabriela z Rohanu */† 1862                           | 11. Gabriela z Rohanu */† 1862                           |                                                          |                                                          | 22. Eduard Rohan 1867–1892                                 | 22. Eduard Rohan 1867–1892                                 | 22. Eduard Rohan 1867–1892                                 | 22. Eduard Rohan 1867–1892                                 | 22. Eduard Rohan 1867–1892                                           | 22. Eduard Rohan 1867–1892                                           |                                                                      |                                                                      | I. 14. Alžběta Pejacsevich 1860–1884                                           | I. 14. Alžběta Pejacsevich 1860–1884                                           | I. 14. Alžběta Pejacsevich 1860–1884                                           | I. 14. Alžběta Pejacsevich 1860–1884                                           | I. 14. Alžběta Pejacsevich 1860–1884                                           | I. 14. Alžběta Pejacsevich 1860–1884                                           |                                                                    |                                                                    | Josef Rohan 1854–1926                                              | Josef Rohan 1854–1926                                              | Josef Rohan 1854–1926                             | Josef Rohan 1854–1926                             | Josef Rohan 1854–1926                             | Josef Rohan 1854–1926                             |                                          |                                          | II. Anna Lincke 1857–1925                                    | II. Anna Lincke 1857–1925                                    | II. Anna Lincke 1857–1925                                    | II. Anna Lincke 1857–1925                                    | II. Anna Lincke 1857–1925                                    | II. Anna Lincke 1857–1925                                    |                                              |                                              | 12. Josselin z Rohanu 1862–1864                             | 12. Josselin z Rohanu 1862–1864                             | 12. Josselin z Rohanu 1862–1864                             | 12. Josselin z Rohanu 1862–1864                             | 12. Josselin z Rohanu 1862–1864                             | 12. Josselin z Rohanu 1862–1864                             |                                                            |                                                            | 17. Ludvík Rohan 1865–1887                                 | 17. Ludvík Rohan 1865–1887                                 | 17. Ludvík Rohan 1865–1887                        | 17. Ludvík Rohan 1865–1887                        | 17. Ludvík Rohan 1865–1887                                  | 17. Ludvík Rohan 1865–1887                                  |                                                             |                                                             |                                                                    |                                                                    |                                                                    |                                                                    |                                                                    |                                                                    |  |  |
| 9. Karel Viktor Alan Rohan 1851–1852                           | 9. Karel Viktor Alan Rohan 1851–1852                           | 9. Karel Viktor Alan Rohan 1851–1852                           | 9. Karel Viktor Alan Rohan 1851–1852                           | 9. Karel Viktor Alan Rohan 1851–1852                             | 9. Karel Viktor Alan Rohan 1851–1852                             |                                                                  |                                                                  | 29. Alain Benjamin Arthur Rohan, 12. vévoda z Montbazonu 1853–1914 | 29. Alain Benjamin Arthur Rohan, 12. vévoda z Montbazonu 1853–1914 | 29. Alain Benjamin Arthur Rohan, 12. vévoda z Montbazonu 1853–1914 | 29. Alain Benjamin Arthur Rohan, 12. vévoda z Montbazonu 1853–1914 | 29. Alain Benjamin Arthur Rohan, 12. vévoda z Montbazonu 1853–1914 | 29. Alain Benjamin Arthur Rohan, 12. vévoda z Montbazonu 1853–1914 |                                                                           |                                                                           | 30. Johanna z Auerspergu 1860–1922                                        | 30. Johanna z Auerspergu 1860–1922                                        | 30. Johanna z Auerspergu 1860–1922                                        | 30. Johanna z Auerspergu 1860–1922                                        | 30. Johanna z Auerspergu 1860–1922                               | 30. Johanna z Auerspergu 1860–1922                               |                                          |                                          | 11. Gabriela z Rohanu */† 1862                         | 11. Gabriela z Rohanu */† 1862                         | 11. Gabriela z Rohanu */† 1862                         | 11. Gabriela z Rohanu */† 1862                         | 11. Gabriela z Rohanu */† 1862                           | 11. Gabriela z Rohanu */† 1862                           |                                                          |                                                          | 22. Eduard Rohan 1867–1892                                 | 22. Eduard Rohan 1867–1892                                 | 22. Eduard Rohan 1867–1892                                 | 22. Eduard Rohan 1867–1892                                 | 22. Eduard Rohan 1867–1892                                           | 22. Eduard Rohan 1867–1892                                           |                                                                      |                                                                      | I. 14. Alžběta Pejacsevich 1860–1884                                           | I. 14. Alžběta Pejacsevich 1860–1884                                           | I. 14. Alžběta Pejacsevich 1860–1884                                           | I. 14. Alžběta Pejacsevich 1860–1884                                           | I. 14. Alžběta Pejacsevich 1860–1884                                           | I. 14. Alžběta Pejacsevich 1860–1884                                           |                                                                    |                                                                    | Josef Rohan 1854–1926                                              | Josef Rohan 1854–1926                                              | Josef Rohan 1854–1926                             | Josef Rohan 1854–1926                             | Josef Rohan 1854–1926                             | Josef Rohan 1854–1926                             |                                          |                                          | II. Anna Lincke 1857–1925                                    | II. Anna Lincke 1857–1925                                    | II. Anna Lincke 1857–1925                                    | II. Anna Lincke 1857–1925                                    | II. Anna Lincke 1857–1925                                    | II. Anna Lincke 1857–1925                                    |                                              |                                              | 12. Josselin z Rohanu 1862–1864                             | 12. Josselin z Rohanu 1862–1864                             | 12. Josselin z Rohanu 1862–1864                             | 12. Josselin z Rohanu 1862–1864                             | 12. Josselin z Rohanu 1862–1864                             | 12. Josselin z Rohanu 1862–1864                             |                                                            |                                                            | 17. Ludvík Rohan 1865–1887                                 | 17. Ludvík Rohan 1865–1887                                 | 17. Ludvík Rohan 1865–1887                        | 17. Ludvík Rohan 1865–1887                        | 17. Ludvík Rohan 1865–1887                                  | 17. Ludvík Rohan 1865–1887                                  |                                                             |                                                             |                                                                    |                                                                    |                                                                    |                                                                    |                                                                    |                                                                    |  |  |
|                                                                |                                                                |                                                                |                                                                |                                                                  |                                                                  |                                                                  |                                                                  |                                                                    |                                                                    |                                                                    |                                                                    |                                                                    |                                                                    |                                                                           |                                                                           |                                                                           |                                                                           |                                                                           |                                                                           |                                                                  |                                                                  |                                          |                                          |                                                        |                                                        |                                                        |                                                        |                                                          |                                                          |                                                          |                                                          |                                                            |                                                            |                                                            |                                                            |                                                                      |                                                                      |                                                                      |                                                                      |                                                                                |                                                                                |                                                                                |                                                                                |                                                                                |                                                                                |                                                                    |                                                                    |                                                                    |                                                                    |                                                   |                                                   |                                                   |                                                   |                                          |                                          |                                                              |                                                              |                                                              |                                                              |                                                              |                                                              |                                              |                                              |                                                             |                                                             |                                                             |                                                             |                                                             |                                                             |                                                            |                                                            |                                                            |                                                            |                                                   |                                                   |                                                             |                                                             |                                                             |                                                             |                                                                    |                                                                    |                                                                    |                                                                    |                                                                    |                                                                    |  |  |
|                                                                |                                                                |                                                                |                                                                |                                                                  |                                                                  |                                                                  |                                                                  |                                                                    |                                                                    |                                                                    |                                                                    |                                                                    |                                                                    |                                                                           |                                                                           |                                                                           |                                                                           |                                                                           |                                                                           |                                                                  |                                                                  |                                          |                                          |                                                        |                                                        |                                                        |                                                        |                                                          |                                                          |                                                          |                                                          |                                                            |                                                            |                                                            |                                                            |                                                                      |                                                                      |                                                                      |                                                                      |                                                                                |                                                                                |                                                                                |                                                                                |                                                                                |                                                                                |                                                                    |                                                                    |                                                                    |                                                                    |                                                   |                                                   |                                                   |                                                   |                                          |                                          |                                                              |                                                              |                                                              |                                                              |                                                              |                                                              |                                              |                                              |                                                             |                                                             |                                                             |                                                             |                                                             |                                                             |                                                            |                                                            |                                                            |                                                            |                                                   |                                                   |                                                             |                                                             |                                                             |                                                             |                                                                    |                                                                    |                                                                    |                                                                    |                                                                    |                                                                    |  |  |
|                                                                |                                                                |                                                                |                                                                | Viktor Rohan 1856–1882                                           | Viktor Rohan 1856–1882                                           | Viktor Rohan 1856–1882                                           | Viktor Rohan 1856–1882                                           | Viktor Rohan 1856–1882                                             | Viktor Rohan 1856–1882                                             |                                                                    |                                                                    |                                                                    |                                                                    |                                                                           |                                                                           |                                                                           |                                                                           |                                                                           |                                                                           | 18. Benjamin Rohan 1858–1889                                     | 18. Benjamin Rohan 1858–1889                                     | 18. Benjamin Rohan 1858–1889             | 18. Benjamin Rohan 1858–1889             | 18. Benjamin Rohan 1858–1889                           | 18. Benjamin Rohan 1858–1889                           |                                                        |                                                        | Arnošt Rohan 1863–1895                                   | Arnošt Rohan 1863–1895                                   | Arnošt Rohan 1863–1895                                   | Arnošt Rohan 1863–1895                                   | Arnošt Rohan 1863–1895                                     | Arnošt Rohan 1863–1895                                     |                                                            |                                                            | Marie Bertha z Rohanu 1868–1945                                      | Marie Bertha z Rohanu 1868–1945                                      | Marie Bertha z Rohanu 1868–1945                                      | Marie Bertha z Rohanu 1868–1945                                      | Marie Bertha z Rohanu 1868–1945                                                | Marie Bertha z Rohanu 1868–1945                                                |                                                                                |                                                                                | Don Carlos de Borbon, španělský infant, madridský vévoda 1848–1909             | Don Carlos de Borbon, španělský infant, madridský vévoda 1848–1909             | Don Carlos de Borbon, španělský infant, madridský vévoda 1848–1909 | Don Carlos de Borbon, španělský infant, madridský vévoda 1848–1909 | Don Carlos de Borbon, španělský infant, madridský vévoda 1848–1909 | Don Carlos de Borbon, španělský infant, madridský vévoda 1848–1909 |                                                   |                                                   |                                                   |                                                   |                                          |                                          |                                                              |                                                              |                                                              |                                                              |                                                              |                                                              |                                              |                                              |                                                             |                                                             |                                                             |                                                             | Raoul Benjamin Louis Rohan 1860–1931                        | Raoul Benjamin Louis Rohan 1860–1931                        | Raoul Benjamin Louis Rohan 1860–1931                       | Raoul Benjamin Louis Rohan 1860–1931                       | Raoul Benjamin Louis Rohan 1860–1931                       | Raoul Benjamin Louis Rohan 1860–1931                       |                                                   |                                                   | Mary Agnes Rock 1865–1926                                   | Mary Agnes Rock 1865–1926                                   | Mary Agnes Rock 1865–1926                                   | Mary Agnes Rock 1865–1926                                   | Mary Agnes Rock 1865–1926                                          | Mary Agnes Rock 1865–1926                                          |                                                                    |                                                                    |                                                                    |                                                                    |  |  |
|                                                                |                                                                |                                                                |                                                                | Viktor Rohan 1856–1882                                           | Viktor Rohan 1856–1882                                           | Viktor Rohan 1856–1882                                           | Viktor Rohan 1856–1882                                           | Viktor Rohan 1856–1882                                             | Viktor Rohan 1856–1882                                             |                                                                    |                                                                    |                                                                    |                                                                    |                                                                           |                                                                           |                                                                           |                                                                           |                                                                           |                                                                           | 18. Benjamin Rohan 1858–1889                                     | 18. Benjamin Rohan 1858–1889                                     | 18. Benjamin Rohan 1858–1889             | 18. Benjamin Rohan 1858–1889             | 18. Benjamin Rohan 1858–1889                           | 18. Benjamin Rohan 1858–1889                           |                                                        |                                                        | Arnošt Rohan 1863–1895                                   | Arnošt Rohan 1863–1895                                   | Arnošt Rohan 1863–1895                                   | Arnošt Rohan 1863–1895                                   | Arnošt Rohan 1863–1895                                     | Arnošt Rohan 1863–1895                                     |                                                            |                                                            | Marie Bertha z Rohanu 1868–1945                                      | Marie Bertha z Rohanu 1868–1945                                      | Marie Bertha z Rohanu 1868–1945                                      | Marie Bertha z Rohanu 1868–1945                                      | Marie Bertha z Rohanu 1868–1945                                                | Marie Bertha z Rohanu 1868–1945                                                |                                                                                |                                                                                | Don Carlos de Borbon, španělský infant, madridský vévoda 1848–1909             | Don Carlos de Borbon, španělský infant, madridský vévoda 1848–1909             | Don Carlos de Borbon, španělský infant, madridský vévoda 1848–1909 | Don Carlos de Borbon, španělský infant, madridský vévoda 1848–1909 | Don Carlos de Borbon, španělský infant, madridský vévoda 1848–1909 | Don Carlos de Borbon, španělský infant, madridský vévoda 1848–1909 |                                                   |                                                   |                                                   |                                                   |                                          |                                          |                                                              |                                                              |                                                              |                                                              |                                                              |                                                              |                                              |                                              |                                                             |                                                             |                                                             |                                                             | Raoul Benjamin Louis Rohan 1860–1931                        | Raoul Benjamin Louis Rohan 1860–1931                        | Raoul Benjamin Louis Rohan 1860–1931                       | Raoul Benjamin Louis Rohan 1860–1931                       | Raoul Benjamin Louis Rohan 1860–1931                       | Raoul Benjamin Louis Rohan 1860–1931                       |                                                   |                                                   | Mary Agnes Rock 1865–1926                                   | Mary Agnes Rock 1865–1926                                   | Mary Agnes Rock 1865–1926                                   | Mary Agnes Rock 1865–1926                                   | Mary Agnes Rock 1865–1926                                          | Mary Agnes Rock 1865–1926                                          |                                                                    |                                                                    |                                                                    |                                                                    |  |  |
|                                                                |                                                                |                                                                |                                                                |                                                                  |                                                                  |                                                                  |                                                                  |                                                                    |                                                                    |                                                                    |                                                                    |                                                                    |                                                                    |                                                                           |                                                                           |                                                                           |                                                                           |                                                                           |                                                                           |                                                                  |                                                                  |                                          |                                          |                                                        |                                                        |                                                        |                                                        |                                                          |                                                          |                                                          |                                                          |                                                            |                                                            |                                                            |                                                            |                                                                      |                                                                      |                                                                      |                                                                      |                                                                                |                                                                                |                                                                                |                                                                                |                                                                                |                                                                                |                                                                    |                                                                    |                                                                    |                                                                    |                                                   |                                                   |                                                   |                                                   |                                          |                                          |                                                              |                                                              |                                                              |                                                              |                                                              |                                                              |                                              |                                              |                                                             |                                                             |                                                             |                                                             |                                                             |                                                             |                                                            |                                                            |                                                            |                                                            |                                                   |                                                   |                                                             |                                                             |                                                             |                                                             |                                                                    |                                                                    |                                                                    |                                                                    |                                                                    |                                                                    |  |  |
|                                                                |                                                                |                                                                |                                                                |                                                                  |                                                                  |                                                                  |                                                                  |                                                                    |                                                                    |                                                                    |                                                                    |                                                                    |                                                                    |                                                                           |                                                                           |                                                                           |                                                                           |                                                                           |                                                                           |                                                                  |                                                                  |                                          |                                          |                                                        |                                                        |                                                        |                                                        |                                                          |                                                          |                                                          |                                                          |                                                            |                                                            |                                                            |                                                            |                                                                      |                                                                      |                                                                      |                                                                      |                                                                                |                                                                                |                                                                                |                                                                                |                                                                                |                                                                                |                                                                    |                                                                    |                                                                    |                                                                    |                                                   |                                                   |                                                   |                                                   |                                          |                                          |                                                              |                                                              |                                                              |                                                              |                                                              |                                                              |                                              |                                              |                                                             |                                                             |                                                             |                                                             |                                                             |                                                             |                                                            |                                                            |                                                            |                                                            |                                                   |                                                   |                                                             |                                                             |                                                             |                                                             |                                                                    |                                                                    |                                                                    |                                                                    |                                                                    |                                                                    |  |  |
| Gabriela z Rohanu 1887–1917                                    | Gabriela z Rohanu 1887–1917                                    | Gabriela z Rohanu 1887–1917                                    | Gabriela z Rohanu 1887–1917                                    | Gabriela z Rohanu 1887–1917                                      | Gabriela z Rohanu 1887–1917                                      |                                                                  |                                                                  | 29. Alain Anton Joseph Rohan, 13. vévoda z Montbazonu 1893–1976    | 29. Alain Anton Joseph Rohan, 13. vévoda z Montbazonu 1893–1976    | 29. Alain Anton Joseph Rohan, 13. vévoda z Montbazonu 1893–1976    | 29. Alain Anton Joseph Rohan, 13. vévoda z Montbazonu 1893–1976    | 29. Alain Anton Joseph Rohan, 13. vévoda z Montbazonu 1893–1976    | 29. Alain Anton Joseph Rohan, 13. vévoda z Montbazonu 1893–1976    |                                                                           |                                                                           | Margarethe z Schönburg-Hartensteinu 1897–1980                             | Margarethe z Schönburg-Hartensteinu 1897–1980                             | Margarethe z Schönburg-Hartensteinu 1897–1980                             | Margarethe z Schönburg-Hartensteinu 1897–1980                             | Margarethe z Schönburg-Hartensteinu 1897–1980                    | Margarethe z Schönburg-Hartensteinu 1897–1980                    |                                          |                                          | Karl Anton Adolf Rohan 1898–1975                       | Karl Anton Adolf Rohan 1898–1975                       | Karl Anton Adolf Rohan 1898–1975                       | Karl Anton Adolf Rohan 1898–1975                       | Karl Anton Adolf Rohan 1898–1975                         | Karl Anton Adolf Rohan 1898–1975                         |                                                          |                                                          | Maria Apponyiy Magy-Appony 1899–1967                       | Maria Apponyiy Magy-Appony 1899–1967                       | Maria Apponyiy Magy-Appony 1899–1967                       | Maria Apponyiy Magy-Appony 1899–1967                       | Maria Apponyiy Magy-Appony 1899–1967                                 | Maria Apponyiy Magy-Appony 1899–1967                                 |                                                                      |                                                                      | 28. Stephanie z Rohanu 1892–1908                                               | 28. Stephanie z Rohanu 1892–1908                                               | 28. Stephanie z Rohanu 1892–1908                                               | 28. Stephanie z Rohanu 1892–1908                                               | 28. Stephanie z Rohanu 1892–1908                                               | 28. Stephanie z Rohanu 1892–1908                                               |                                                                    |                                                                    | Josef Carlos Rohan 1895–1931                                       | Josef Carlos Rohan 1895–1931                                       | Josef Carlos Rohan 1895–1931                      | Josef Carlos Rohan 1895–1931                      | Josef Carlos Rohan 1895–1931                      | Josef Carlos Rohan 1895–1931                      |                                          |                                          | Alis Dilkusha Wrench 1898–1979                               | Alis Dilkusha Wrench 1898–1979                               | Alis Dilkusha Wrench 1898–1979                               | Alis Dilkusha Wrench 1898–1979                               | Alis Dilkusha Wrench 1898–1979                               | Alis Dilkusha Wrench 1898–1979                               |                                              |                                              | 27. Marie Meriadec Rohan 1900–1907                          | 27. Marie Meriadec Rohan 1900–1907                          | 27. Marie Meriadec Rohan 1900–1907                          | 27. Marie Meriadec Rohan 1900–1907                          | 27. Marie Meriadec Rohan 1900–1907                          | 27. Marie Meriadec Rohan 1900–1907                          |                                                            |                                                            | 26. Margarethe z Rohanu 1904–1905                          | 26. Margarethe z Rohanu 1904–1905                          | 26. Margarethe z Rohanu 1904–1905                 | 26. Margarethe z Rohanu 1904–1905                 | 26. Margarethe z Rohanu 1904–1905                           | 26. Margarethe z Rohanu 1904–1905                           |                                                             |                                                             |                                                                    |                                                                    |                                                                    |                                                                    |                                                                    |                                                                    |  |  |
| Gabriela z Rohanu 1887–1917                                    | Gabriela z Rohanu 1887–1917                                    | Gabriela z Rohanu 1887–1917                                    | Gabriela z Rohanu 1887–1917                                    | Gabriela z Rohanu 1887–1917                                      | Gabriela z Rohanu 1887–1917                                      |                                                                  |                                                                  | 29. Alain Anton Joseph Rohan, 13. vévoda z Montbazonu 1893–1976    | 29. Alain Anton Joseph Rohan, 13. vévoda z Montbazonu 1893–1976    | 29. Alain Anton Joseph Rohan, 13. vévoda z Montbazonu 1893–1976    | 29. Alain Anton Joseph Rohan, 13. vévoda z Montbazonu 1893–1976    | 29. Alain Anton Joseph Rohan, 13. vévoda z Montbazonu 1893–1976    | 29. Alain Anton Joseph Rohan, 13. vévoda z Montbazonu 1893–1976    |                                                                           |                                                                           | Margarethe z Schönburg-Hartensteinu 1897–1980                             | Margarethe z Schönburg-Hartensteinu 1897–1980                             | Margarethe z Schönburg-Hartensteinu 1897–1980                             | Margarethe z Schönburg-Hartensteinu 1897–1980                             | Margarethe z Schönburg-Hartensteinu 1897–1980                    | Margarethe z Schönburg-Hartensteinu 1897–1980                    |                                          |                                          | Karl Anton Adolf Rohan 1898–1975                       | Karl Anton Adolf Rohan 1898–1975                       | Karl Anton Adolf Rohan 1898–1975                       | Karl Anton Adolf Rohan 1898–1975                       | Karl Anton Adolf Rohan 1898–1975                         | Karl Anton Adolf Rohan 1898–1975                         |                                                          |                                                          | Maria Apponyiy Magy-Appony 1899–1967                       | Maria Apponyiy Magy-Appony 1899–1967                       | Maria Apponyiy Magy-Appony 1899–1967                       | Maria Apponyiy Magy-Appony 1899–1967                       | Maria Apponyiy Magy-Appony 1899–1967                                 | Maria Apponyiy Magy-Appony 1899–1967                                 |                                                                      |                                                                      | 28. Stephanie z Rohanu 1892–1908                                               | 28. Stephanie z Rohanu 1892–1908                                               | 28. Stephanie z Rohanu 1892–1908                                               | 28. Stephanie z Rohanu 1892–1908                                               | 28. Stephanie z Rohanu 1892–1908                                               | 28. Stephanie z Rohanu 1892–1908                                               |                                                                    |                                                                    | Josef Carlos Rohan 1895–1931                                       | Josef Carlos Rohan 1895–1931                                       | Josef Carlos Rohan 1895–1931                      | Josef Carlos Rohan 1895–1931                      | Josef Carlos Rohan 1895–1931                      | Josef Carlos Rohan 1895–1931                      |                                          |                                          | Alis Dilkusha Wrench 1898–1979                               | Alis Dilkusha Wrench 1898–1979                               | Alis Dilkusha Wrench 1898–1979                               | Alis Dilkusha Wrench 1898–1979                               | Alis Dilkusha Wrench 1898–1979                               | Alis Dilkusha Wrench 1898–1979                               |                                              |                                              | 27. Marie Meriadec Rohan 1900–1907                          | 27. Marie Meriadec Rohan 1900–1907                          | 27. Marie Meriadec Rohan 1900–1907                          | 27. Marie Meriadec Rohan 1900–1907                          | 27. Marie Meriadec Rohan 1900–1907                          | 27. Marie Meriadec Rohan 1900–1907                          |                                                            |                                                            | 26. Margarethe z Rohanu 1904–1905                          | 26. Margarethe z Rohanu 1904–1905                          | 26. Margarethe z Rohanu 1904–1905                 | 26. Margarethe z Rohanu 1904–1905                 | 26. Margarethe z Rohanu 1904–1905                           | 26. Margarethe z Rohanu 1904–1905                           |                                                             |                                                             |                                                                    |                                                                    |                                                                    |                                                                    |                                                                    |                                                                    |  |  |
|                                                                |                                                                |                                                                |                                                                |                                                                  |                                                                  |                                                                  |                                                                  |                                                                    |                                                                    |                                                                    |                                                                    |                                                                    |                                                                    |                                                                           |                                                                           |                                                                           |                                                                           |                                                                           |                                                                           |                                                                  |                                                                  |                                          |                                          |                                                        |                                                        |                                                        |                                                        |                                                          |                                                          |                                                          |                                                          |                                                            |                                                            |                                                            |                                                            |                                                                      |                                                                      |                                                                      |                                                                      |                                                                                |                                                                                |                                                                                |                                                                                |                                                                                |                                                                                |                                                                    |                                                                    |                                                                    |                                                                    |                                                   |                                                   |                                                   |                                                   |                                          |                                          |                                                              |                                                              |                                                              |                                                              |                                                              |                                                              |                                              |                                              |                                                             |                                                             |                                                             |                                                             |                                                             |                                                             |                                                            |                                                            |                                                            |                                                            |                                                   |                                                   |                                                             |                                                             |                                                             |                                                             |                                                                    |                                                                    |                                                                    |                                                                    |                                                                    |                                                                    |  |  |
|                                                                |                                                                |                                                                |                                                                |                                                                  |                                                                  |                                                                  |                                                                  |                                                                    |                                                                    |                                                                    |                                                                    |                                                                    |                                                                    |                                                                           |                                                                           |                                                                           |                                                                           |                                                                           |                                                                           |                                                                  |                                                                  |                                          |                                          |                                                        |                                                        |                                                        |                                                        |                                                          |                                                          |                                                          |                                                          |                                                            |                                                            |                                                            |                                                            |                                                                      |                                                                      |                                                                      |                                                                      |                                                                                |                                                                                |                                                                                |                                                                                |                                                                                |                                                                                |                                                                    |                                                                    |                                                                    |                                                                    |                                                   |                                                   |                                                   |                                                   |                                          |                                          |                                                              |                                                              |                                                              |                                                              |                                                              |                                                              |                                              |                                              |                                                             |                                                             |                                                             |                                                             |                                                             |                                                             |                                                            |                                                            |                                                            |                                                            |                                                   |                                                   |                                                             |                                                             |                                                             |                                                             |                                                                    |                                                                    |                                                                    |                                                                    |                                                                    |                                                                    |  |  |
| Marie-Jeanne z Rohanu 1922–2006                                | Marie-Jeanne z Rohanu 1922–2006                                | Marie-Jeanne z Rohanu 1922–2006                                | Marie-Jeanne z Rohanu 1922–2006                                | Marie-Jeanne z Rohanu 1922–2006                                  | Marie-Jeanne z Rohanu 1922–2006                                  |                                                                  |                                                                  | Pierre Naquet 1904–1988                                            | Pierre Naquet 1904–1988                                            | Pierre Naquet 1904–1988                                            | Pierre Naquet 1904–1988                                            | Pierre Naquet 1904–1988                                            | Pierre Naquet 1904–1988                                            |                                                                           |                                                                           | 31. Adelheid z Rohanu 1927–1931                                           | 31. Adelheid z Rohanu 1927–1931                                           | 31. Adelheid z Rohanu 1927–1931                                           | 31. Adelheid z Rohanu 1927–1931                                           | 31. Adelheid z Rohanu 1927–1931                                  | 31. Adelheid z Rohanu 1927–1931                                  |                                          |                                          | I. Ingeborg Irnberger 1939–2015                        | I. Ingeborg Irnberger 1939–2015                        | I. Ingeborg Irnberger 1939–2015                        | I. Ingeborg Irnberger 1939–2015                        | I. Ingeborg Irnberger 1939–2015                          | I. Ingeborg Irnberger 1939–2015                          |                                                          |                                                          | Karl Alain Albert Rohan, 14. vévoda z Montbazonu 1934–2008 | Karl Alain Albert Rohan, 14. vévoda z Montbazonu 1934–2008 | Karl Alain Albert Rohan, 14. vévoda z Montbazonu 1934–2008 | Karl Alain Albert Rohan, 14. vévoda z Montbazonu 1934–2008 | Karl Alain Albert Rohan, 14. vévoda z Montbazonu 1934–2008           | Karl Alain Albert Rohan, 14. vévoda z Montbazonu 1934–2008           |                                                                      |                                                                      | II. Elisabeth Dirnenberger ?–?                                                 | II. Elisabeth Dirnenberger ?–?                                                 | II. Elisabeth Dirnenberger ?–?                                                 | II. Elisabeth Dirnenberger ?–?                                                 | II. Elisabeth Dirnenberger ?–?                                                 | II. Elisabeth Dirnenberger ?–?                                                 |                                                                    |                                                                    | I. Elisabeth Burghardt 1948–1994                                   | I. Elisabeth Burghardt 1948–1994                                   | I. Elisabeth Burghardt 1948–1994                  | I. Elisabeth Burghardt 1948–1994                  | I. Elisabeth Burghardt 1948–1994                  | I. Elisabeth Burghardt 1948–1994                  |                                          |                                          | Albert Marie Rohan, 15. vévoda z Montbazonu 1936– 2019       | Albert Marie Rohan, 15. vévoda z Montbazonu 1936– 2019       | Albert Marie Rohan, 15. vévoda z Montbazonu 1936– 2019       | Albert Marie Rohan, 15. vévoda z Montbazonu 1936– 2019       | Albert Marie Rohan, 15. vévoda z Montbazonu 1936– 2019       | Albert Marie Rohan, 15. vévoda z Montbazonu 1936– 2019       |                                              |                                              | II. Monika von Zallinger * 1940                             | II. Monika von Zallinger * 1940                             | II. Monika von Zallinger * 1940                             | II. Monika von Zallinger * 1940                             | II. Monika von Zallinger * 1940                             | II. Monika von Zallinger * 1940                             |                                                            |                                                            |                                                            |                                                            |                                                   |                                                   |                                                             |                                                             |                                                             |                                                             |                                                                    |                                                                    |                                                                    |                                                                    |                                                                    |                                                                    |  |  |
| Marie-Jeanne z Rohanu 1922–2006                                | Marie-Jeanne z Rohanu 1922–2006                                | Marie-Jeanne z Rohanu 1922–2006                                | Marie-Jeanne z Rohanu 1922–2006                                | Marie-Jeanne z Rohanu 1922–2006                                  | Marie-Jeanne z Rohanu 1922–2006                                  |                                                                  |                                                                  | Pierre Naquet 1904–1988                                            | Pierre Naquet 1904–1988                                            | Pierre Naquet 1904–1988                                            | Pierre Naquet 1904–1988                                            | Pierre Naquet 1904–1988                                            | Pierre Naquet 1904–1988                                            |                                                                           |                                                                           | 31. Adelheid z Rohanu 1927–1931                                           | 31. Adelheid z Rohanu 1927–1931                                           | 31. Adelheid z Rohanu 1927–1931                                           | 31. Adelheid z Rohanu 1927–1931                                           | 31. Adelheid z Rohanu 1927–1931                                  | 31. Adelheid z Rohanu 1927–1931                                  |                                          |                                          | I. Ingeborg Irnberger 1939–2015                        | I. Ingeborg Irnberger 1939–2015                        | I. Ingeborg Irnberger 1939–2015                        | I. Ingeborg Irnberger 1939–2015                        | I. Ingeborg Irnberger 1939–2015                          | I. Ingeborg Irnberger 1939–2015                          |                                                          |                                                          | Karl Alain Albert Rohan, 14. vévoda z Montbazonu 1934–2008 | Karl Alain Albert Rohan, 14. vévoda z Montbazonu 1934–2008 | Karl Alain Albert Rohan, 14. vévoda z Montbazonu 1934–2008 | Karl Alain Albert Rohan, 14. vévoda z Montbazonu 1934–2008 | Karl Alain Albert Rohan, 14. vévoda z Montbazonu 1934–2008           | Karl Alain Albert Rohan, 14. vévoda z Montbazonu 1934–2008           |                                                                      |                                                                      | II. Elisabeth Dirnenberger ?–?                                                 | II. Elisabeth Dirnenberger ?–?                                                 | II. Elisabeth Dirnenberger ?–?                                                 | II. Elisabeth Dirnenberger ?–?                                                 | II. Elisabeth Dirnenberger ?–?                                                 | II. Elisabeth Dirnenberger ?–?                                                 |                                                                    |                                                                    | I. Elisabeth Burghardt 1948–1994                                   | I. Elisabeth Burghardt 1948–1994                                   | I. Elisabeth Burghardt 1948–1994                  | I. Elisabeth Burghardt 1948–1994                  | I. Elisabeth Burghardt 1948–1994                  | I. Elisabeth Burghardt 1948–1994                  |                                          |                                          | Albert Marie Rohan, 15. vévoda z Montbazonu 1936– 2019       | Albert Marie Rohan, 15. vévoda z Montbazonu 1936– 2019       | Albert Marie Rohan, 15. vévoda z Montbazonu 1936– 2019       | Albert Marie Rohan, 15. vévoda z Montbazonu 1936– 2019       | Albert Marie Rohan, 15. vévoda z Montbazonu 1936– 2019       | Albert Marie Rohan, 15. vévoda z Montbazonu 1936– 2019       |                                              |                                              | II. Monika von Zallinger * 1940                             | II. Monika von Zallinger * 1940                             | II. Monika von Zallinger * 1940                             | II. Monika von Zallinger * 1940                             | II. Monika von Zallinger * 1940                             | II. Monika von Zallinger * 1940                             |                                                            |                                                            |                                                            |                                                            |                                                   |                                                   |                                                             |                                                             |                                                             |                                                             |                                                                    |                                                                    |                                                                    |                                                                    |                                                                    |                                                                    |  |  |